# The Thing (film, 1982)
Pour les articles homonymes, voir The Thing.
Pour plus de détails, voir Fiche technique et Distribution.
The Thing [ðə θɪŋ], ou L'Effroyable Chose au Québec, est un film de science-fiction horrifique américain réalisé par John Carpenter et sorti en 1982.
Écrit par Bill Lancaster, le film est adapté du roman court La Chose (Who Goes There?, 1938) de John W. Campbell. Le film met en scène un groupe de chercheurs américains en Antarctique en proie à la Chose, une forme de vie parasite extraterrestre, qui assimile puis imite les autres organismes. La distribution comprend Kurt Russell dans le rôle principal, celui du pilote d'hélicoptère R.J. MacReady, et A. Wilford Brimley, T.K. Carter, David Clennon, Keith David, Richard A. Dysart, Charles Hallahan, Peter Maloney, Richard Masur, Donald Moffat, Joel Polis et Thomas G. Waites dans les rôles secondaires.
La production débute au milieu des années 1970, avec pour ambition d'être une adaptation plus fidèle que La Chose d'un autre monde (The Thing from Another World, 1951) de Christian Nyby. The Thing connaît plusieurs développements, passant aux mains de divers réalisateurs et scénaristes, chacun ayant une approche différente, avant d'être récupéré par Carpenter et Lancaster. Le tournage débute en août 1981 dans les décors réfrigérés de Los Angeles mais aussi à Juneau en Alaska et à Stewart en Colombie-Britannique pour environ douze semaines. Sur un budget alloué de 15 millions de dollars, 1,5 million de dollars sont nécessaires pour la réalisation des créatures métamorphes de Rob Bottin, mêlant produits chimiques et alimentaires, caoutchouc et pièces mécaniques.
À sa sortie en 1982, The Thing est très mal reçu par la critique. Il est par exemple décrit comme de la « camelote instantanée »[Par qui ?] ou comme « un pitoyable excès »[Par qui ?] et proposé comme le film le plus détesté de tous les temps par le magazine spécialisé Cinefantastique. Les critiques louent la réussite technique des effets spéciaux mais réprouvent leur visuel écœurant, tandis que d'autres s'attardent sur le développement des personnages jugé faible. Le film figure à la 8e place au box-office lors de son premier week-end d'exploitation et rapporte 19,6 millions de dollars durant sa diffusion en salles. Plusieurs raisons ont été citées expliquant cet échec à impressionner le public : la concurrence de films tels que E.T., l'extra-terrestre (E.T., the Extra-Terrestrial) de Steven Spielberg, dont l'approche des visites extraterrestres est bien plus optimiste ; un été chargé en films fantastiques et de science-fiction à succès ; et un public en pleine récession, peu disposé au ton résolument nihiliste de The Thing.
Le film connaît un nouveau succès avec sa sortie en vidéo et sa diffusion à la télévision. Depuis, il a été reconnu comme l'un des meilleurs films de science-fiction et d'horreur et a obtenu le statut de film culte. De nombreux réalisateurs ont souligné son influence sur leurs œuvres et il est régulièrement cité dans d'autres médias tels que les séries télévisées ou les jeux vidéos. The Thing a engendré de nombreux produits dérivés parmi lesquels une novélisation par Alan Dean Foster en 1982, des attractions sous la forme de maisons hantées ou encore un film préquelle du même nom sorti en 2011. Début 2020, un remake est annoncé.

## Synopsis

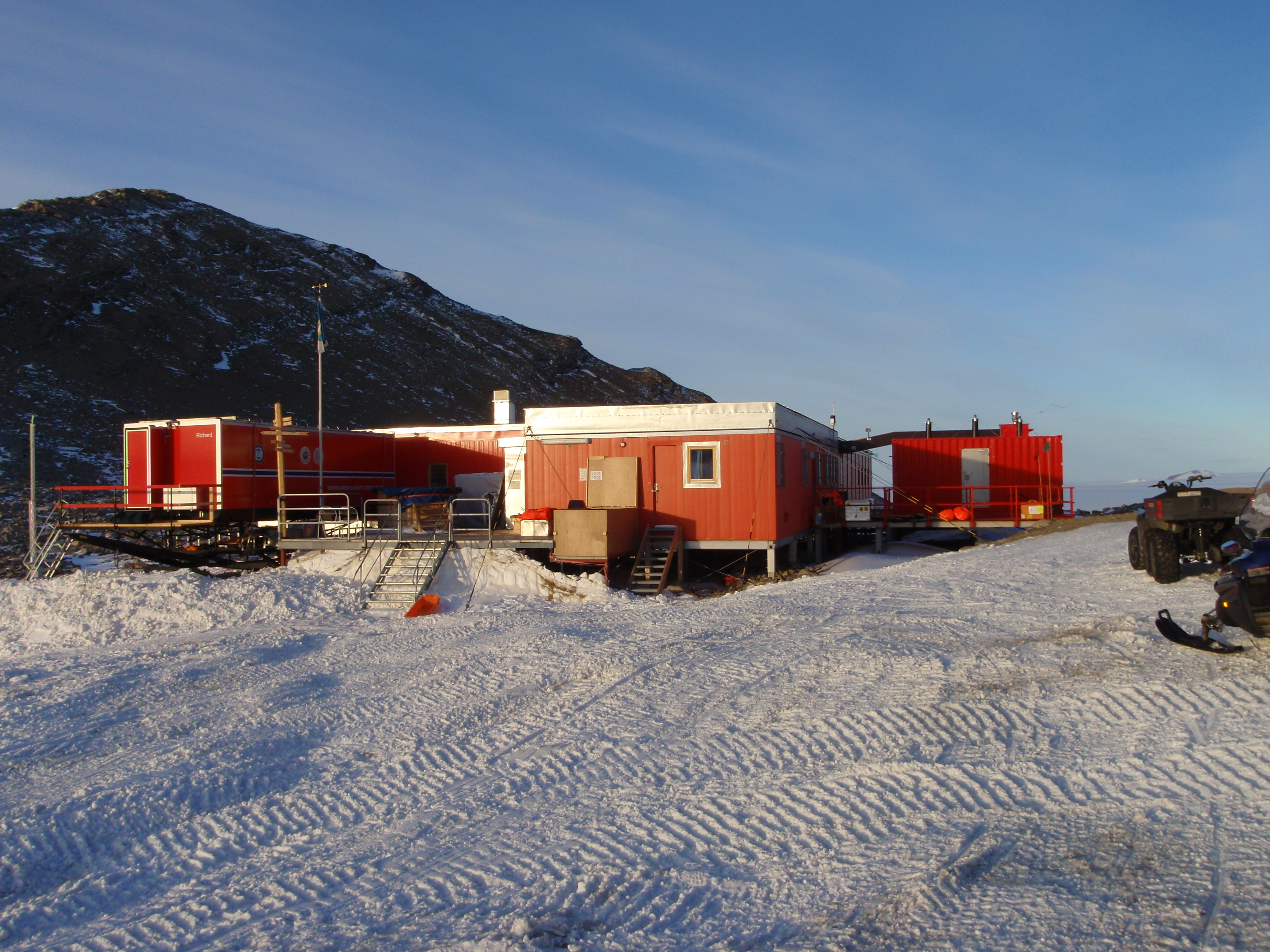
Le film se déroule dans une station de recherche basée en Antarctique (ici, la base norvégienne Troll).

Antarctique, hiver 1982. Un hélicoptère norvégien pourchasse un chien de traîneau près d'une station de recherche américaine, le passager armé d'un fusil d'assaut équipé d'une lunette tentant d'atteindre l'animal en tirant par la portière de l'appareil. Tandis que les Américains accourent, l'hélicoptère atterrit. Le passager dégoupille une grenade mais la laisse échapper malencontreusement et celle-ci explose, détruisant l'hélicoptère et tuant son pilote. Le passager norvégien, hors de contrôle, continue de tirer sur le chien et crie à l'adresse des Américains, mais ceux-ci sont incapables de le comprendre. Après qu'une de ses balles a atteint un Américain, il est abattu par Garry, le directeur de la station. Le pilote d'hélicoptère, R. J. MacReady, et le docteur Copper volent jusqu'au camp norvégien afin d'enquêter sur les causes de l'incident mais ne trouvent que des ruines calcinées, des corps mutilés et congelés ainsi qu'un imposant bloc de glace semblant avoir été excavé afin d'en extraire quelque chose. Ils y récupèrent cependant les restes brûlés d'un cadavre humanoïde à deux faces. De retour à la station, le biologiste Blair effectue une autopsie sur la chose mais ne trouve que des organes humains normaux.
Clark, le maître-chien de la station, conduit le chien au chenil avec ceux de la station. L'animal subit une monstrueuse métamorphose et attaque les autres animaux. Les hurlements alertent l'équipe et Childs incinère la créature au lance-flammes. Une autopsie révèle que la Chose est capable d'imiter parfaitement toute autre forme de vie. Le visionnage des vidéos récupérées au camp norvégien révèle à l'équipe l'endroit où les Norvégiens passaient le plus clair de leur temps. Copper, Norris et MacReady s'y rendent et découvrent un gigantesque cratère contenant ce qui semble être l'épave d'un vaisseau spatial et plus loin, une excavation en forme de baignoire. Norris estime que le vaisseau est resté enterré pendant au moins 100 000 ans. Blair devient paranoïaque lorsqu'il comprend que n'importe qui a pu être remplacé et imité par la créature et que si elle atteignait les zones habitées, la population mondiale se trouverait entièrement infectée 27 000 heures après le premier contact. Les membres de la station prennent des mesures pour limiter le risque d'assimilation.
La créature humanoïde présumée morte attaque Bennings mais Windows la surprend et alerte MacReady qui brûle la Chose-Bennings avant qu'elle n'ait achevé le processus d'assimilation. MacReady incinère ensuite tous les restes de la chose. Blair sabote tous les moyens de transport, tue les chiens de traîneau restants et détruit la radio afin de confiner tout le monde. L'équipe le retrouve en pleine crise de nerfs, armé d'un revolver et d'une hache. Mac Ready parvient à le maîtriser et l'enferme dans la cabane à outils. Copper suggère alors de comparer le sang de chaque membre au sang non contaminé en réserve mais les poches ayant été détruites, les hommes perdent foi en Garry, commencent à s'accuser les uns les autres et MacReady prend les commandes de l'équipe.
MacReady, Windows et Nauls trouvent le corps calciné de Fuchs et supposent qu'il s'est suicidé pour éviter d'être assimilé par la chose. Windows retourne à la base tandis que MacReady et Nauls enquêtent dans la cabane de MacReady. Ayant trouvé une de ses chemises déchirées, Nauls pense que MacReady a été assimilé et l'abandonne dans une tempête de neige sur le chemin du retour. À l'intérieur de la station, le débat fait rage pour savoir s'il faut laisser MacReady entrer mais celui-ci brise une vitre, s'introduit dans la station et menace de se dynamiter avec eux. Pendant la confrontation, Norris tombe, a priori foudroyé par une crise cardiaque.
Lorsque Copper tente de le réanimer par défibrillation, la poitrine de Norris s'ouvre et se referme sur les bras de Copper comme une mâchoire géante. Les entrailles de la créature s'animent en un double monstrueux de Norris. MacReady incinère la créature mais la tête de Norris se sépare du corps et tente de s'échapper sous forme d'arachnide avant d'être également brûlée. MacReady ordonne à Windows d'attacher tout le monde pour un nouveau test, Childs et Clark refusent de s'y soumettre, et Clark est tué par MacReady, alors qu'il tentait de l'attaquer. MacReady explique sa théorie : chaque cellule de la Chose est un organisme individuel, avec son propre instinct de survie, qui réagit défensivement quand elle est menacée, à l'instar de la tête de la Chose-Norris. Il teste le sang de tout le monde, y compris le sien, avec un morceau de fil de cuivre chauffé au rouge. Tout le monde passe l'examen, y compris MacReady, mais le sang de Palmer réagit violemment à la chaleur. Palmer se métamorphose et contamine Windows, obligeant MacReady à les brûler tous les deux.
Pendant que Childs est de garde au campement, ce qui reste du groupe se met à la recherche de Blair afin de le tester. Ils découvrent un tunnel sous la cabane à outils et comprennent que Blair a été contaminé et a construit un petit vaisseau pour s'évader. À la station, Childs a disparu et le générateur de courant a été détruit. MacReady pense que la Chose a l'intention d'hiberner jusqu'à ce qu'une équipe de secours arrive au printemps pour la libérer. MacReady, Garry et Nauls décident de dynamiter tout le complexe dans l'espoir de la détruire définitivement. Alors qu'ils sont en train de disposer les explosifs dans les sous-sol, Blair réapparaît et s'empare de Garry. Nauls ne donne plus signe de vie. MacReady qui, craignant le pire a allumé la mèche d'un bâton de dynamite, voit alors se dresser devant lui la forme la plus monstrueuse de la chose. Dans un geste de rage désespérée, il lui hurle alors « J't'emmerde, j't'EMMERDE !! » (« Yeah… FUCK YOU TOO!! » en version originale) avant de lui lancer le bâton de dynamite, anéantissant la dernière manifestation de la créature ainsi que la quasi-totalité des bâtiments restants.
MacReady s'assoit pour observer la station brûler. Childs réapparaît, expliquant s'être perdu dans la tempête en poursuivant Blair. Épuisés et se sachant condamnés par le froid, ils reconnaissent la futilité de leur méfiance mutuelle et partagent une bouteille de scotch ayant miraculeusement échappé à l'apocalypse.

## Fiche technique
- Titre original et français : The Thing
- Titre québécois : L'Effroyable Chose[1]
- Titre original complet : John Carpenter's The Thing
- Réalisation : John Carpenter
- Assistant-réalisateur : Larry Franco
- Scénario : Bill Lancaster, d'après l'œuvre de John W. Campbell (Who Goes There?)
- Musique : Ennio Morricone (musique additionnelle : John Carpenter et Alan Howarth (non crédités))
- Photographie : Dean Cundey
- Montage : Todd C. Ramsay
- Décors : John J. Lloyd
- Son : Bill Varney, Steve Maslow et Gregg Landaker
- Maquillages : Rob Bottin, Ken Chase, Ken Diaz et Stan Winston (non crédité)
- Effets spéciaux visuels : Albert Whitlock
- Cascades : Dick Warlock
- Production : David Foster, Lawrence Turman et Larry Franco
- Sociétés de production : Universal Pictures et Turman-Foster Company
- Distribution : Universal Pictures (États-Unis), Cinema International Corporation (France)
- Budget : 15 000 000 $ (estimation)
- Pays de production :  États-Unis
- Langues originales : anglais, norvégien
- Format : couleurs par Technicolor — 2,35:1 Panavision — Dolby — 35 mm
- Genres : Science-fiction horrifique, thriller
- Durée : 109 minutes
- Dates de sortie :
  - États-Unis : 25 juin 1982
  - France : 3 novembre 1982 / 27 janvier 2016 (version restaurée)
- Classification[2] :
  - États-Unis : R - Restricted
  - France : interdit aux moins de 13 ans lors de sa sortie en salles (puis aux moins de 12 avec le changement de la classification)

## Distribution
- Kurt Russell  (VF : Patrick Floersheim)  : R. J. « Mac » MacReady, pilote d'hélicoptère
- A. Wilford Brimley (VF : William Sabatier) : Dr Blair, chef du département scientifique et biologiste
- T. K. Carter (VF : Tola Koukoui) : Nauls, cuisinier
- David Clennon (VF : Patrick Poivey) : Palmer, assistant mécanicien et copilote
- Keith David (VF : Jacques Richard) : Childs, mécanicien
- Richard A. Dysart  (VF : François Chaumette)  : le docteur Copper, médecin
- Charles Hallahan (VF : Roger Lumont) : Vance Norris, géologue
- Peter Maloney (VF : Fernand Berset) : George Bennings, météorologue
- Richard Masur  (VF : Sady Rebbot)  : Clark, responsable des chiens de traineaux
- Donald Moffat (VF : René Bériard) : Garry, responsable de la sécurité
- Joel Polis (VF : Jean-Pierre Dorat) : Fuchs, assistant biologiste
- Thomas G. Waites  (VF : Dominique Collignon-Maurin)  : Windows, responsable de la liaison radio et de l'informatique
- Larry Franco : le norvégien avec un fusil
- Norbert Weisser : le pilote de l'hélicoptère norvégien
- Adrienne Barbeau : la voix de l'ordinateur dans la VO (non créditée)
- John Carpenter : un norvégien dans les images vidéo (non crédité)
- Jed : le chien (non crédité)

## Production

### Développement

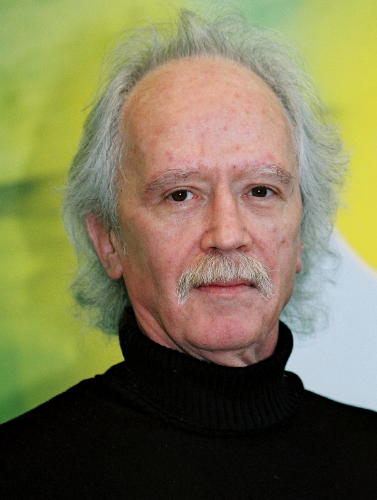
Le réalisateur John Carpenter en 2001.

Au milieu des années 1970, les producteurs David Foster et Lawrence Turman soumettent le projet d'une adaptation du roman court La Chose (Who Goes There?, 1938) de John W. Campbell à Universal Pictures. Celle-ci a déjà été librement adaptée par le passé en long-métrage avec La Chose d'un autre monde (The Thing from Another World, 1951) de Christian Nyby (et Howard Hawks, non crédité) ainsi qu'à la télévision avec l'épisode Créature de feu (The Heat Monster) de la série Voyage au fond des mers (Voyage to the Bottom of the Sea, 1964-1968) de Irwin Allen. Cependant, Foster et Turman souhaitent développer un projet plus fidèle à l’œuvre originale.
Les droits sont jusque là détenus par différentes personnes. Les scénaristes Hal Barwood et Matthew Robbins possèdent ceux de l'adaptation mais ils ratent l'opportunité d'en faire un nouveau film, et Universal les récupère,. Wilbur Stark a acheté quant à lui les droits de remake de 23 films de la RKO Pictures en 1976, y compris ceux de La Chose d'un autre monde, à trois financiers de Wall Street qui ne savent pas quoi en faire, en échange d'un retour une fois les films produits. Universal obtient à son tour les droits de remake du film à Stark, ce qui lui vaut une citation en tant que producteur exécutif sur toutes les publicités imprimées et télévisées, les posters et les communiqués de presse.
John Carpenter est approché une première fois en 1976 par le coproducteur et ami Stuart Cohen mais Carpenter est alors vu principalement comme un réalisateur indépendant et Universal préfère choisir le réalisateur de Massacre à la tronçonneuse (The Texas Chain Saw Massacre, 1974), Tobe Hooper, déjà sous contrat. Finalement, les producteurs désapprouvent le concept proposé par Hooper et son co-scénariste, Kim Henkel. Après avoir été pitché par plusieurs autres scénaristes et avoir tenté de recruter d'autres réalisateurs, tels que John Landis, en vain, le projet est mis sur pause. Le succès du film de science fiction horrifique de Ridley Scott, Alien (1979), réanime le projet et Carpenter est de nouveau associé au projet après le succès public et critique de son slasher, La Nuit des masques (Halloween, 1978),.
John Carpenter est tout d'abord réticent à l'idée de rejoindre le projet car il pense que l'adaptation de Hawks est difficile à surpasser, malgré un monstre jugé insignifiant. Cohen lui suggère de lire la nouvelle originale. Les transformations sinistrement baroques de la créature et les questions qu'elles soulèvent attisent l'intérêt de John Carpenter. Il établit des parallèles entre le roman court et le roman d'Agatha Christie Dix Petits Nègres (And Then There Were None, 1939) et note qu'il pourrait donner à l'histoire de La Chose une nouvelle signification : « J'ai pensé qu'elle tombait à point nommé, qu'en faisant un remake de la nouvelle, je pouvais l'inscrire dans mon époque, tout comme Hawks l'avait fait avec sa version ». Carpenter est un grand admirateur de Howard Hawks. Il a ainsi déjà adapté Rio Bravo (1959) avec son film Assaut (Assault on Precinct 13) en 1976, a rendu hommage à La Chose d'un autre monde dans La Nuit des masques et l'a revu plusieurs fois avant le tournage pour y trouver de l'inspiration,. Carpenter et le directeur de la photographie Dean Cundey ont collaboré ensemble pour la première fois sur La Nuit des masques, The Thing est leur premier projet à gros budget pour une major.
Après avoir garanti la participation de l'équipe de tournage et du scénariste, la production du film est de nouveau mise à mal lorsque John Carpenter pense à démissionner. Celui-ci apprend en effet qu'un de ses projets fétiches, El Diablo, est sur le point d'être produit par EMI Films (en). Les producteurs pensent à le remplacer par Walter Hill, Sam Peckinpah ou encore Michael Ritchie mais le développement de El Diablo n'est pas aussi imminent que John Carpenter le pensait et il reste aux commandes de The Thing. El Diablo ne sera en effet réalisé qu'en 1990 par Peter Markle, sous la forme d'un téléfilm pour HBO.
Le budget alloué au film par Universal s'élève à l'origine à 10 millions de dollars, dont 200 000 $ pour les effets de la créature, ce qui dépasse à l'époque le budget de n'importe quel film de monstre du studio. Le tournage doit durer 98 jours. Les studios de production d'Universal estiment finalement que 17 millions de dollars seront nécessaires, avant même le marketing et les coûts annexes, car d'autres décors sont planifiés, y compris des décors extérieurs et un plateau immense où doit se dérouler la mort de Bennings dans le script d'origine, coûtant à lui seul 1,5 million de dollars. Une fois les storyboards et les designs finalisés, l'équipe estime avoir besoin d'au moins 750 000 $ pour la création des créatures, un chiffre que les exécutifs d'Universal n'acceptent qu'après avoir vu le nombre d'ouvriers travaillant pour Rob Bottin, le maquilleur et responsable des effets spéciaux. Le producteur associé Larry Franco est chargé de réévaluer le budget du film : il réduit la durée du tournage d'un tiers, supprime les décors en extérieurs pour un tournage sur place et fait abandonner la première version de la mort de Bennings, jugée trop extravagante. Cohen suggère de réutiliser le campement américain détruit pour les scènes du campement norvégien en ruine, économisant 250 000 $ de plus. Lorsque le tournage débute en août, The Thing a un budget de 11,4 millions de dollars, 14 millions en comptant les frais indirects. Finalement, le budget est dépassé d'environ 1,5 million de dollars, obligeant l'équipe à supprimer certaines scènes telles que la confrontation de Nauls avec une créature nommée « box Thing » dans le script original,. À la fin de la production, Carpenter est obligé de demander au producteur exécutif Ned Tanen 100 000 $ de plus pour terminer une version simplifiée de la Chose-Blair. Le coût final est de 12,4 millions de dollars, les frais généraux le faisant grimper à 15 millions de dollars,.

### Écriture du scénario

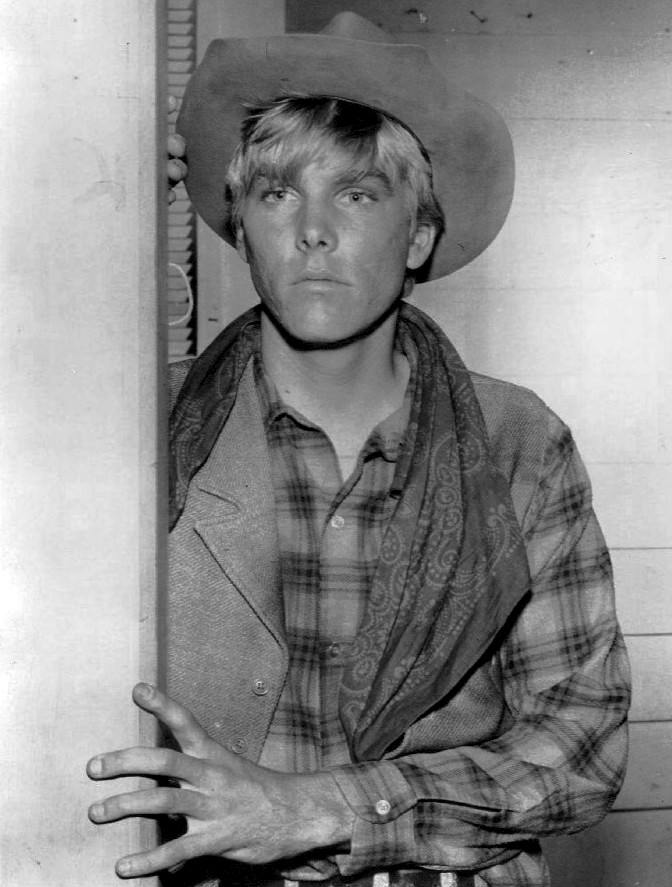
Le scénariste Bill Lancaster en 1967.

De nombreux écrivains se sont penchés sur le projet The Thing avant qu'il ne soit récupéré par Carpenter, parmi lesquels William F. Nolan, le co-auteur de L'Âge de cristal (Logan's Run, 1967), adapté en 1976 par Michael Anderson et le romancier David Wiltse. La version prévue par Hooper et Henkel devait se dérouler au moins partiellement sous l'eau ; Cohen la décrit comme une histoire à la Moby Dick dans laquelle le Capitaine devait se battre contre une énorme créature non-métamorphe. Tous ont quitté le projet avant l'arrivée de Carpenter,,. Selon lui, ces scripts étaient « atroces », dénaturant l'histoire et ignorant le côté caméléon de la Chose. Carpenter ne veut cependant pas écrire le projet lui-même. Les trois mois de tournage de New York 1997 (Escape from New York, 1981), principalement de nuit, l'ont épuisé et il lutte au même moment pour terminer sa version du scénario de Philadelphia Experiment (Stewart Raffill, 1984). Il préfère alors laisser un autre s'en occuper. Une fois Carpenter confirmé en tant que réalisateur, la production demande à plusieurs auteurs de scénariser The Thing, dont Richard Matheson, Nigel Kneale et Deric Washburn.
Bill Lancaster rencontre Turman, Foster et Cohen une première fois en 1977 mais il a l'impression que les producteurs veulent refaire La Chose d'un autre monde à l'identique et il ne désire pas en écrire un simple remake. Lancaster est contacté à nouveau en août 1979. Entre-temps, il a lu le roman court original La Chose et Carpenter a été rattaché au projet. Lancaster est engagé pour écrire le script, après avoir défendu sa vision du film et sa volonté de rester fidèle à l'œuvre d'origine auprès de Carpenter, lui-même grand admirateur du travail de Lancaster sur La Chouette Équipe (The Bad News Bears, Michael Ritchie, 1976),,. Lancaster écrit plusieurs scènes clés du film, dont celle où la Chose-Norris mord le docteur Copper et celle du test sanguin, que Carpenter cite comme la principale raison de sa participation au film. Lancaster explique avoir eu certaines difficultés à transcrire La Chose en film parce qu'elle ne présente que peu d'action. Il réalise des changements considérables en particulier dans le nombre de personnages, passant de 37 à 12. Lancaster pense en effet que mettre en scène 37 personnages serait excessif, qu'il serait difficile pour le public de suivre et pour le scénariste de les développer correctement. Il choisit également de modifier la structure narrative, en la débutant au milieu du récit, au lieu d'utiliser des flashbacks comme dans le livre. Plusieurs personnages sont modernisés pour le public contemporain. MacReady notamment, météorologue dans sa version originale, devient un dur-à-cuire solitaire, décrit dans le script ainsi : « 35 [ans]. Pilote d'hélicoptère. Aime les échecs. Déteste le froid. La paie est bonne ». Lancaster désire faire émerger un personnage fort et héroïque d'un ensemble de protagonistes au fil de l'intrigue, et non pas mettre en scène un héros archétypé à la manière d'un Doc Savage dès le début.
Lancaster écrit entre 30 et 40 pages mais se retrouve bloqué au second acte et il lui faut plusieurs mois pour compléter le scénario,. Lancaster et Carpenter le finalisent ensuite ensemble en un week-end, partageant leurs idées sur l'attitude des personnages et la mise en scène de plusieurs scènes. Dans la première mouture du scénario de Lancaster, la créature reste cachée la plupart du temps mais Bottin convainc Carpenter de le rendre plus visible pour avoir un impact plus important sur les spectateurs,. La fin connait également de profondes modifications : chez Lancaster, MacReady et Childs se transforment en monstres. Ils sont sauvés au printemps par hélicoptère, accueillant leurs sauveteurs par la réplique « Hey, which way to a hot meal? » (qui peut se traduire par « Hé, où on peut avoir un repas chaud ? ») mais Carpenter trouve cette fin trop superficielle. Le roman court, quant à lui, se termine sur une victoire indéniable des humains mais ceux-ci sont inquiets d'une possible infection des oiseaux qu'ils voient voler vers le continent. Carpenter décide de terminer son film par la mort progressive des personnages principaux, transis de froid, se sacrifiant pour sauver l'humanité de l'infection ; il y voit l'ultime acte héroïque,. Lancaster écrit cette nouvelle fin en évitant un twist à la manière de La Quatrième Dimension ou par la destruction du monstre, préférant laisser planer une certaine ambiguïté sur la situation des deux personnages, entre confiance et méfiance, crainte et soulagement. Au total, Lancaster écrit cinq versions de son scénario.

### Choix des acteurs
En juin 1981, alors que la seconde équipe a déjà commencé le tournage à Juneau en Alaska, Kurt Russell est le dernier acteur à être sélectionné, bien qu'il ait aidé John Carpenter à développer ses idées,. Carpenter a déjà collaboré avec Russell deux fois auparavant mais il veut se laisser d'autres possibilités. Plusieurs acteurs sont pressentis : Christopher Walken, Jeff Bridges et Nick Nolte sont indisponibles ou refusent le rôle ; Sam Shepard est intéressé mais n'insiste pas. Tom Atkins et Jack Thompson sont tous deux de solides prétendant au rôle en début comme en fin de processus mais c'est finalement Russell qui est gardé. Carpenter explique son choix parce qu'il l'a trouvé auparavant fiable et qu'il ne se plaindra pas des conditions de tournage difficiles. Russell se laisse pousser les cheveux et la barbe pendant un an. Les producteurs ont rencontré de nombreux acteurs durant les premières étapes de la production tels que Brian Dennehy, Kris Kristofferson, John Heard, Ed Harris, Tom Berenger, Jack Thompson, Scott Glenn, Fred Ward, Peter Coyote, Tom Atkins et Tim McIntire. Certains ont refusé de jouer dans un film de monstre, tandis que Dennehy a été choisi pour interpréter Copper. Chaque acteur est payé 50 000 $, à l'exception de Russell, plus connu, dont le cachet s'élève à 400 000 $.
Geoffrey Holder, Carl Weathers et Bernie Casey sont envisagés pour le rôle de Childs, quand Carpenter pense à Isaac Hayes avec qui il a travaillé sur New York 1997. Ernie Hudson est favori et est à deux doigts de signer avant que la production ne rencontre Keith David. The Thing est le premier grand rôle de David. Venant du théâtre, il doit apprendre à se contenir et ne pas trop exposer les émotions de son personnage, conseillé par Richard Masur et Donald Moffat en particulier, interprétant réciproquement Clark et Garry. Masur et David discutent de leurs personnages durant les répétitions et décident que Clark et Childs ne s'apprécient pas. Pour le rôle de Blair, l'équipe choisit Wilford Brimley, encore inconnu, car ils veulent un « homme banal » dont l'absence ne paraîtrait pas suspecte aux yeux du public jusqu'au moment adéquat. L'idée est d'infecter le personnage tôt dans le film mais hors-champ. Sa condition serait inconnue du public et ses intentions cachées. Carpenter veut donner le rôle à Donald Pleasence mais celui-ci est jugé trop reconnaissable. T. K. Carter obtient le rôle de Nauls mais le comédien Franklyn Ajaye est aussi auditionné. Celui-ci, cependant, livre un long discours sur son personnage qu'il considère stéréotypé, sur quoi se termine la réunion.

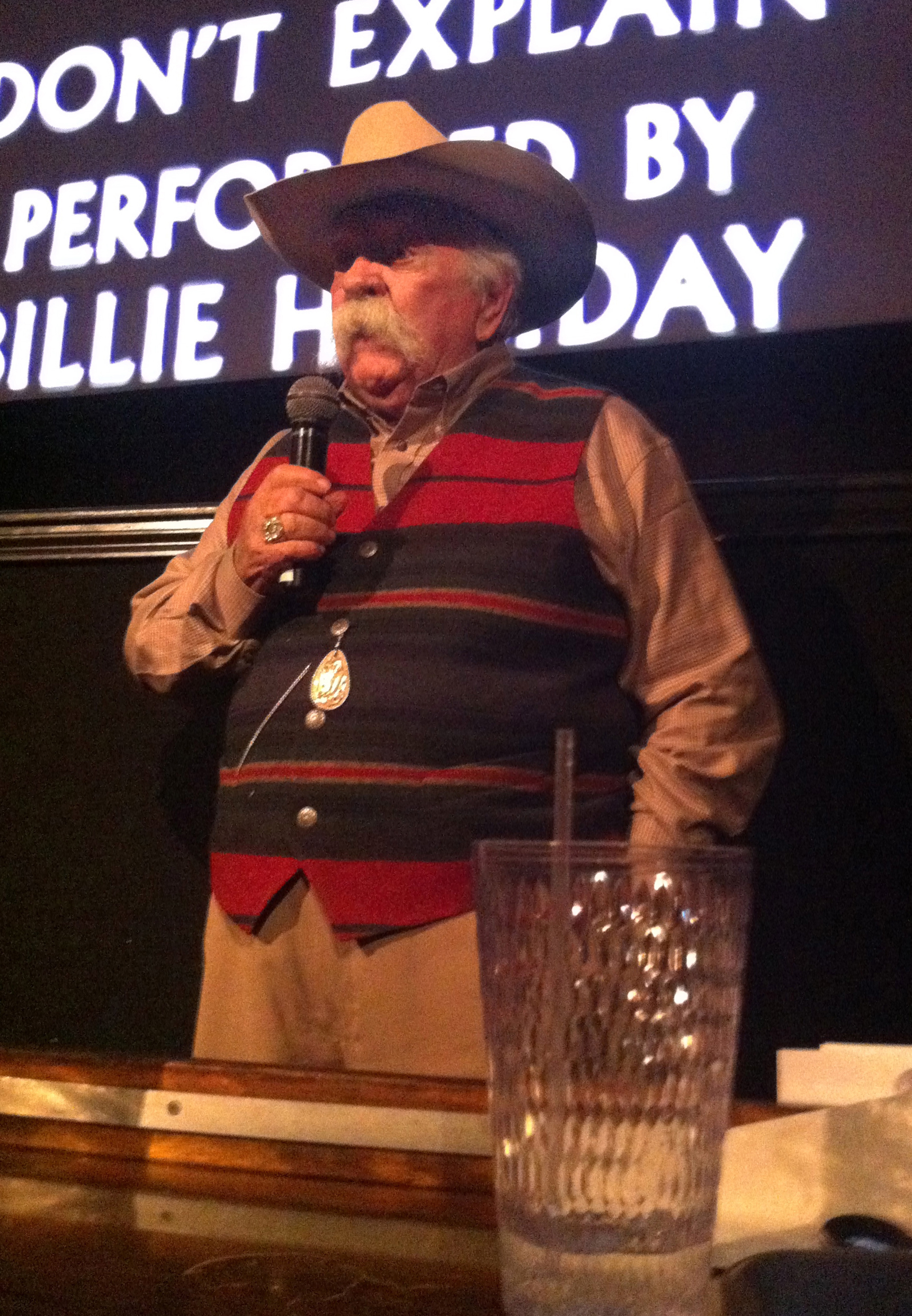
Wilford Brimley en 2012.

Bottin insiste pour jouer Palmer mais ses fonctions en tant que responsable des effets spéciaux l'obligent finalement à renoncer. Le personnage ayant quelques moments de comédie, Universal pense entre autres à Jay Leno, Garry Shandling et Charles Fleischer pour interpréter le rôle mais c'est finalement David Clennon qui est sélectionné notamment pour son jeu dramatique. Clennon a également été auditionné pour le rôle de Bennings mais il préfère jouer un « col bleu défoncé » qu'un « col blanc scientifique ». Powers Boothe, Lee Van Cleef, Jerry Orbach, et Kevin Conway sont envisagés pour le rôle de Garry, ainsi que Richard Mulligan lorsque la production hésite à rajeunir le personnage pour le rapprocher de MacReady. Masur auditionne également pour Garry mais il demande lui-même à jouer Clark, préférant ses répliques et appréciant énormément les chiens. Masur répète tous les jours avec le chien-loup Jed (en) et son maître, Clint Rowe, celui-ci familiarisant Jed aux sons et aux odeurs des acteurs. Ce travail se reflète à l'écran lorsque le chien se tient aux côtés de Masur sans avoir à chercher son maître. Masur décrit son personnage comme peu intéressé à la compagnie humaine, préférant travailler avec les chiens. Il est allé dans un magasin survivaliste pour acheter un canif à lame rétractable qu'il utilise dans sa confrontation avec le personnage interprété par David. Masur a refusé un rôle dans E.T. l'extra-terrestre (E.T. the Extra-Terrestrial, 1982) pour jouer Clark. Wiliam Daniels et Dennehy étaient tous deux intéressés au rôle du docteur Copper mais Carpenter choisit à la dernière minute Richard Dysart.
Dans les premières versions du scénario, Windows est appelé Sanchez, puis Sanders (nom adopté dans la novélisation par Alan Dean Foster). Le nom Windows (« fenêtres » en anglais) a été choisi en voyant l'acteur Thomas G. Waites en costume, essayant une énorme paire de lunettes à verres teintés, que le personnage porte dans le film. L'unique présence féminine de la distribution est la voix de l'ordinateur de MacReady, doublé par la femme de Carpenter à l'époque, Adrienne Barbeau avec qui il avait déjà travaillé sur Meurtre au 43e étage (Someone's Watching Me!, 1978), Fog (1980) et New York 1997,. Russell trouve le côté exclusivement masculin de l'intrigue intéressant, les hommes n'ayant pas à poser devant une femme. Foster, Franco et Lancaster, parmi d'autres membres de l'équipe technique, font un caméo dans la vidéo des Norvégiens. Le cadreur Ray Stella a doublé toutes les scènes où des aiguilles sont utilisées pour prélever du sang, précisant à Carpenter qu'il pourrait faire ça toute la journée. Franco joue également le Norvégien au fusil sortant de l'hélicoptère dans la séquence d'ouverture,. La distribution est dirigée par Anita Dann.

### Tournage
Les storyboards de The Thing, réalisés par Mike Ploog et Mentor Huebner avant le début du tournage, sont tellement détaillés que certains plans répliquent les dessins à l'identique. Le directeur de la photographie, Dean Cundey, insiste pour l'utilisation du format large anamorphosé, afin de placer plus de personnages dans le plan et mettre en valeur l'environnement, tout en créant un sentiment de confinement à l'image. Cela crée également un « espace négatif » autour des acteurs pour laisser deviner une présence hors-champ.

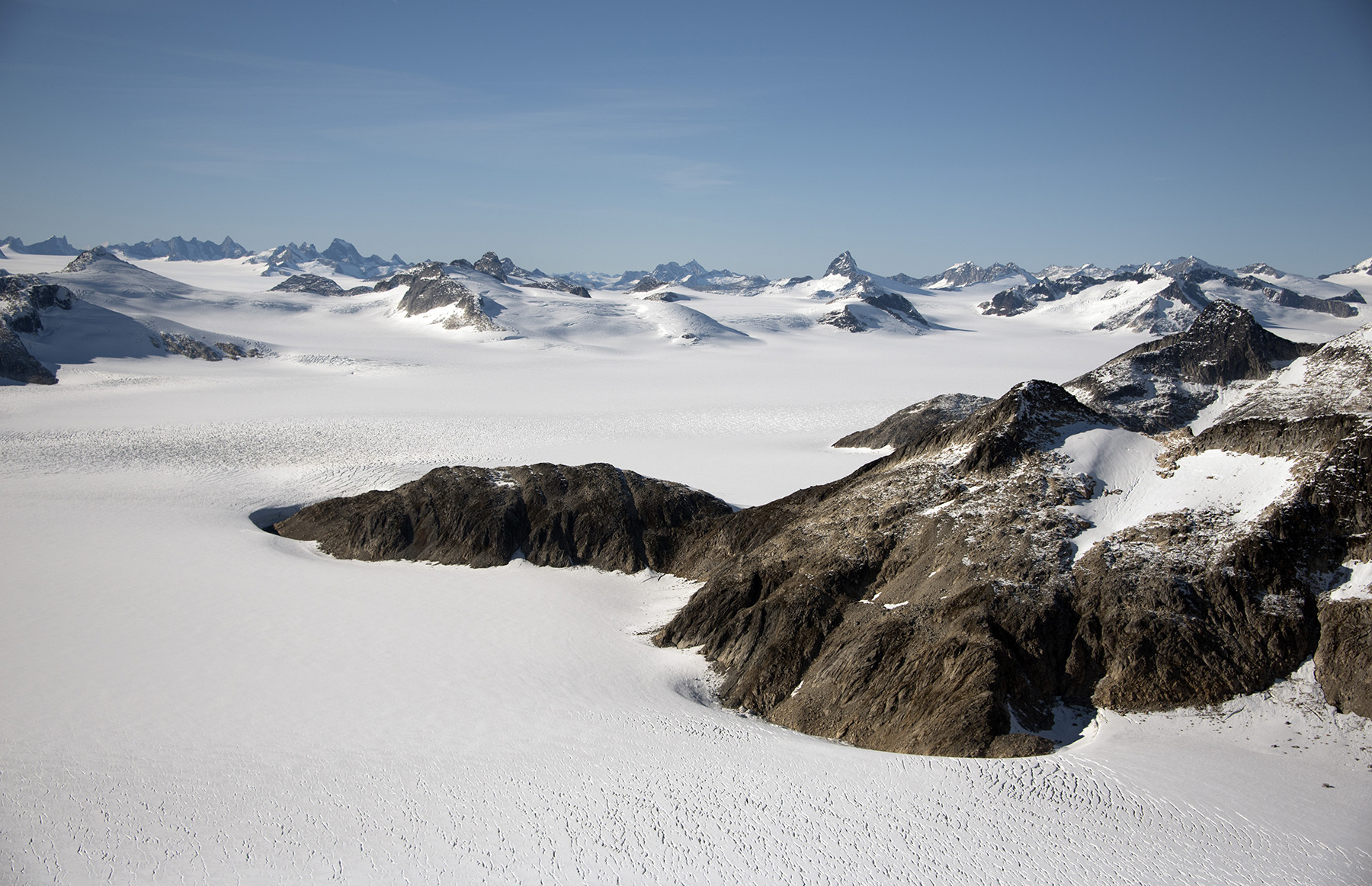
Le tournage débute en août 1981 à Juneau, Alaska.

Le tournage principal débute le 24 août 1981 à Juneau, la capitale de l'état d'Alaska,, pour environ 12 semaines. Carpenter demande deux semaines de répétition en amont du tournage pour voir comment les scènes fonctionnent. La requête est inhabituelle à l'époque car elle engendre de nouveaux frais. Le tournage se déplace ensuite à Los Angeles dans les studios Universal, où la température extérieure atteint les 38 °C quand celle des plateaux est régulée à −2 °C,. L'équipe voulait à l'origine tourner dans une structure réfrigérée mais aucune assez grande n'existait. À la place, ils récupèrent autant de climatiseurs portables qu'ils peuvent, rendent le plateau hermétique et utilisent des humidificateurs et des brumisateurs pour augmenter l'humidité de l'air. Carpenter est mécontent des premières scènes tournées, réunies dans un premier montage « brut » (collées les unes aux autres, sans transition). Selon lui, le film ressemble à une succession de scènes où les hommes restent debout à discuter sans rien faire d'autre. Il décide de les réécrire pour les situer en extérieur, lorsque le tournage se déplace à Stewart (Colombie-Britannique),.
Carpenter est déterminé à utiliser des lieux préexistants au lieu des studios de tournage, ses succès précédents, Halloween et The Fog, lui donnant la crédibilité nécessaire pour s'imposer dans cette production à plus gros budget qu'est The Thing. Les responsables du repérage ont trouvé une zone juste à l’extérieur de Stewart, le long de la côte canadienne, qui offre au projet une certaine facilité d'accès et valorisera les scènes de jour. Le 2 décembre 1981, une centaine de techniciens américains et canadiens y déménagent pour commencer le tournage. Durant le transport, le bus de l'équipe glisse dans la neige vers une partie de la route non protégée et manque de faire une chute de 150 mètres. Certains résident dans la petite ville minière, lorsque d'autres logent dans des péniches résidentielles le long du canal Portland et doivent conduire 43 kilomètres sur une route étroite et venteuse avant d'accéder au plateau d'Alaska,,.
Les décors ont été construits en Alaska durant l'été, au sommet d'une zone rocheuse surplombant un glacier, en attendant que la neige tombe et les recouvre. Ils sont utilisés à la fois pour les scènes intérieures et extérieures, ce qui signifie que l'intérieur ne peut pas être chauffé au-delà du seuil de congélation pour ne pas fondre la neige sur le toit. Dehors, les températures sont si basses que les objectifs gèlent et se brisent. De plus, les caméras doivent être laissées dans le froid, la chaleur floutant les objectifs, ce qui met des heures à se dissiper. Le tournage, victime des aléas de la météo, dure trois semaines, la neige étant parfois tellement forte qu'il est impossible de tourner pendant des jours. Huit heures sont nécessaires pour préparer les explosifs pour le final.
Keith David se casse la main la veille de son premier jour de tournage dans un accident de voiture. Il se rend tout de même sur le plateau mais Carpenter et Franco, voyant sa main enflée, l'envoient à l’hôpital où on lui fait deux points de suture. Il revient avec un gant chirurgical sous un gant noir, peint pour correspondre à sa couleur de peau. Sa main gauche est ainsi cachée pendant la première moitié du film. The Thing est tourné à une époque où l'utilisation massive d'effets spéciaux est encore rare, les acteurs doivent donc adapter leur jeu sous les instructions de Carpenter, les effets étant ajoutés en postproduction. Quelques marionnettes sont présentes pour figurer ce qu'il se passe dans la scène mais la plupart du temps, les acteurs jouent en regardant un mur ou un objet marqué d'un X. La destruction de la base par explosifs oblige les cadreurs à rester sur le plateau avec les explosifs, activés à distance. Ils doivent alors courir pour se mettre à l'abri pendant que sept caméras enregistrent la destruction. Carpenter filme les scènes de la base norvégienne après la séquence finale, le campement américain détruit figurant le premier en ruine.
Le directeur artistique John J. Lloyd a supervisé le design et la construction de tous les décors, lorsqu'il n'en n'existait pas préalablement, et c'est Cundey qui a suggéré le visuel des plafonds et des canalisations afin de rendre l'espace plus claustrophobe.

### Effets spéciaux

#### La créature
Les effets spéciaux de The Thing ont été créés en majeure partie par Rob Bottin qui a précédemment travaillé avec Carpenter sur Fog (1980). À l'origine Bottin refuse la proposition de Carpenter et n'accepte qu'à condition d'avoir l'entière liberté de création. Lorsqu'il rejoint le projet mi-1981, la préproduction est en cours mais aucun design de l'alien n'a encore été conçu. L'artiste Dale Kuipers a créé quelques peintures préliminaires pour l'aspect général de la créature mais il quitte le projet après un accident de voiture, pour lequel il doit être hospitalisé, et avant de pouvoir les développer avec Bottin,. Pour Carpenter, la Chose devrait être une seule et unique créature mais Bottin suggère qu'elle pourrait changer constamment, capable de prendre n'importe quelle forme. Carpenter trouve dans un premier temps les idées de Bottin « trop bizarres » et lui demande de travailler sur les ébauches avec l'artiste Mike Ploog à la place. Lors de la création du design de la Chose, l'équipe décide que quiconque assimilé par elle serait une imitation parfaite et n'aurait pas conscience d'être la Chose. Les acteurs passent des heures à débattre durant les répétitions pour décider si oui ou non les personnages devraient savoir qu'ils font partie de la Chose une fois possédés. David Clennon affirme que cela n'a pas d'importance puisque tout le monde agit, ressemble et a la même odeur qu'avant l'assimilation. À son apogée, l'équipe comprend 35 artistes et techniciens et Bottin trouve difficile de gérer autant de personnes. Pour l'aider, il fait appel au producteur exécutif spécialisé dans les effets-spéciaux Erik Jensen, avec lequel il a travaillé sur Hurlements (The Howling de Joe Dante, 1981), et lui confie l'unité de maquillage. L'équipe de Bottin comprend également le superviseur de l'aspect mécanique Dave Kelsey, le coordinateur de l'aspect maquillage Ken Diaz, le moulurier Gunnar Ferdinansen, et son amie de longue date Margaret Beserra, responsable des peintures et des coiffures.
Pour créer les différentes formes de la Chose, Bottin imagine que la créature a voyagé à travers toute la galaxie, ce qui lui a permis d'acquérir différents attributs selon la nécessité, tels que des estomacs se transformant en bouches géantes ou des pattes d'araignées se développant à partir de têtes. Bottin avoue subir une telle pression qu'il fait des rêves dans lesquels il travaille sur les designs et prend des notes à son réveil. Quelques idées considérées comme trop grossières sont abandonnées, parmi lesquelles une série de bébés monstrueux morts. Bottin n'a aucune idée de comment mettre ses créatures en pratique mais Carpenter ne rejette aucune de ses inspirations. Le réalisateur précise : « ce que je ne veux pas, c'est un mec dans un costume. […] J'ai grandi en regardant des films de monstres et de science-fiction, et c'était toujours un mec dans un costume ». Selon Cundey, Bottin était très sensible à propos de ses designs et avait peur que le film en montre trop. Pour prévenir d'une certaine censure, Bottin suggère d'amoindrir la violence des transformations et le dégoût des organes internes en atténuant la couleur (en particulier du sang et des viscères) bien que le tournage soit déjà terminé. De nombreux matériaux sont utilisés pour réaliser les effets de la créatures tels que de la mayonnaise, du maïs à la crème, du chewing-gum au micro-ondes et du lubrifiant.
Durant le tournage, Bottin, âgé de 21 ans, est hospitalisé, souffrant d'épuisement, d'une double pneumonie et d'un ulcère hémorragique, causés par sa charge de travail. Bottin explique qu'il « accaparait tout le travail », préférant être directement impliqué dans les tâches difficiles. Entièrement dévoué au projet, Bottin vit pendant un an dans les résidences Universal, ne prend aucun jour de congés et dort sur les plateaux ou dans les vestiaires. Pour soulager son équipe de la pression, Bottin fait appel au créateur d'effets spéciaux Stan Winston afin de finaliser quelques designs, dont la Chose-Chien,. Avec un délai trop court pour réaliser une créature mécanique sophistiquée, Winston se rabat sur l'utilisation d'une marionnette à gaine. Un moulage est réalisé à partir du bras et de la tête du maquilleur Lance Anderson, autour de quoi la Chose-Chien est sculptée dans de l'argile huileuse. La marionnette finale de mousse et de latex, portée par Anderson, intègre des yeux radio-commandés et des pattes contrôlées par câble et est manipulée par-dessous un plateau surélevé sur lequel le chenil a été construit,. Du liquide gluant provenant de la marionnette goutte sur Anderson pendant les deux jours de tournage nécessaires à la séquence et il doit porter un casque le protégeant des explosions simulant les coups de feu. Anderson doit tirer sur les tentacules pour les ramener à l'intérieur de la Chose-Chien, la scène étant montée à l'envers (reverse motion) pour donner l'impression qu'elles sortent de son corps. Winston refuse d'être crédité pour son travail, insistant sur le fait que Bottin mérite tous les honneurs. Winston est cité dans les remerciements du générique final,.
Dans une scène, le docteur Copper tente de réanimer Norris à l'aide d'un défibrillateur. Ce dernier se révèle être la Chose, sa poitrine s'ouvre et se transforme en bouche énorme arrachant les bras de Copper. Bottin la réalise en recrutant un double amputé sur lequel sont ajoutés des prothèses remplies d'os en cire, des veines de caoutchouc et de la Jell-O. Les bras sont ensuite placés dans l'estomac factice, une mâchoire mécanique se serre et l'acteur s'éloigne, tranchant les faux bras. L'effet de la tête de la Chose-Norris se détachant de son corps pour se sauver a été testé durant plusieurs mois avant que Bottin n'en soit satisfait. La scène comprend un effet pyrotechnique mais l'équipe ignorait que les fumées issues de la mousse qui compose l'intérieur de la marionnette sont extrêmement inflammables. Les fumées prennent feu, créant une énorme boule de feu qui engloutit la marionnette. Malgré cela, elle ne souffre que de peu de dégâts et l'équipe peut terminer de tourner la scène une fois le début d'incendie éteint,. L'expert en stop-motion Randall William Cook est chargé de développer la séquence finale, durant laquelle MacReady affronte la Chose-Blair. Cook créée une maquette du plateau et filme le monstre en grand angle image par image, mais Carpenter n'est pas convaincu par l'effet et n'utilise que quelques secondes du résultat. Il faut finalement cinquante personnes pour actionner la marionnette de la Chose-Blair.
La production voulait utiliser une caméra centrifugeuse — un tambour rotatif avec une plateforme fixe sur laquelle est scellée une caméra — pour la scène de la Chose-Palmer, lui permettant de courir le long du mur et traverser le plafond. Mais une fois de plus, le coût est jugé trop important et l'idée est abandonnée. À la place, Carpenter filme un cascadeur tombant à travers un sol, maquillé pour ressembler au plafond de l'avant-poste. Le cascadeur Anthony Cecere double la Chose-Palmer après que MacReady l'ait incendié et qu'il soit passé à travers le mur de la base. Le budget des effets spéciaux est dépassé au-delà de ce qui était prévu, et atteint le million et demi de dollars.

#### Visuel et éclairage
Le directeur de la photographie Dean Cundey et Rob Bottin travaillent ensemble pour déterminer quel éclairage est le plus approprié pour chaque créature. Cundey voudrait afficher l'œuvre de Bottin le plus possible tellement ses créations sont détaillées mais il est conscient qu'en en montrant trop, il révélerait en même temps sa nature artificielle, brisant son illusion. Chaque rencontre avec la Chose est planifiée dans des endroits où l'utilisation de petites lumières, mettant en valeur la surface et les textures uniques de la marionnette, est justifiée. Cundey utilise également l'éclairage en arrière plan afin de détailler sa forme globale. Il développe avec Panasonic et quelques autres entreprises une caméra capable de s'ajuster automatiquement par rapport à l'exposition à la lumière selon différentes vitesses d'enregistrement. Il voudrait filmer la créature en accéléré et en ralenti pensant que cela rendrait l'effet visuel plus intéressant mais c'est à l'époque impossible à réaliser. Pour le reste du décor, Cundey travaille sur le contraste. Pour les intérieurs, il confronte des lumières chaudes, suspendues au plafond avec des abat-jours coniques afin de toujours pouvoir contrôler la luminosité, et des zones plus sombres. Les extérieurs sont constamment baignés dans une lumière bleutée et froide que Cundey a découvert dans des couloirs d'aéroports. La surface réfléchissante de la neige et la lumière bleue renforcent cette ambiance glaciale. L'utilisation de lance-flammes et de feux à main magenta créent une lumière dynamique.
À l'origine, The Thing avait été pensé pour être filmé en noir et blanc mais Universal est réticent, pensant que cela pourrait affecter les ventes auprès des diffuseurs télévisuels. À la place, Cundey suggère d'atténuer les couleurs autant que possible. Les décors intérieurs sont peints de couleurs neutres, comme le gris, de nombreux accessoires sont aussi peints en gris, et les costumes sont de teintes sombres — marron, bleu, gris. Il compte sur l'éclairage pour ajouter de la couleur. Le spécialiste en matte painting Albert Whitlock s'est occupé des peintures d'arrière plan, y compris pour la scène où les Américains découvrent le vaisseau alien géant enfoui dans la glace. La scène où MacReady entre dans la cavité où l'alien a été enterré est filmée à Universal, tandis que l'environnement, le vaisseau extraterrestre, l'hélicoptère et la neige, sont peints.
John Wash, un ami de Carpenter qui avait déjà développé la simulation informatique pour New York 1997, réalise le programme qui montre comment la Chose assimile les autres organismes. La maquettiste Susan Turner construit le vaisseau alien approchant la Terre dans la séquence pré-générique, composé de 144 lumières stroboscopiques. L'artiste Drew Struzan est chargé de créer l'affiche du film qu'il termine en 24 heures, après un unique briefing et avec peu d'informations concernant le film en lui-même.

### Postproduction
Plusieurs scènes présentes dans le scénario sont absentes du film, parfois pour une question de rythme ou pour ne pas casser le suspense avec trop de dialogues. Pour Carpenter, certains de ces problèmes proviennent directement de sa méthode de travail, notant que plusieurs séquences ne font que répéter des événements ou des informations. Une autre scène de poursuite des chiens en motoneige a été supprimée du script au moment du tournage car jugée trop coûteuse à filmer. À l'inverse, le monologue de MacReady est ajouté à la dernière minute et n’apparaît pas dans le scénario. Carpenter l'a inséré en partie pour clarifier l'histoire mais surtout pour souligner le caractère héroïque de MacReady après qu'il a pris les commandes de la base. Le réalisateur explique en outre que l'écriture de Lancaster, se focalisant sur un ensemble de protagonistes, ne mettait pas assez en valeur la singularité des personnages. Depuis le succès de La Nuit des masques, de nombreux films ont répété les mêmes techniques d'effroi, ce dont Carpenter voulait d'éloigner avec The Thing. Il a ainsi supprimé certaines scènes du script de Lancaster pourtant déjà filmées, telles qu'un corps tombant subitement dans le cadre, ce qu'il trouve trop cliché. Seules trois minutes de développement du background des personnages apparaissent dans le script initial de Lancaster.
Une scène dans laquelle MacReady gonfle distraitement une poupée gonflable alors qu'il regarde la vidéo de Norvégiens a été filmée mais fût coupée pour la version finale du film. Cependant, elle apparaît en tant que jump scare dans une scène avec Nauls. Différentes morts, ou des versions allongées, ont été tournées selon les personnages. Dans le film, les os calcinés de Fuchs sont retrouvés, révélant qu'il est mort hors-champ, mais une scène alternative montre son corps empalé à un mur avec une pelle. Le scénario prévoyait l'apparition de Nauls partiellement assimilé dans une masse de tentacules, mais dans le film, il disparaît simplement. Carpenter éprouve des difficultés à expliciter ce qu'est l'assimilation aux yeux du public. Dans la version de Lancaster, Benning devait mourir en étant tiré sous une couche de glace par la Chose avant de resurgir à différents endroits, sous plusieurs formes d'assimilation. Cette scène aurait dû être construite dans l'un des plus grands plateaux d'Universal, avec un système hydraulique complexe, des chiens et des lance-flammes, mais elle est finalement abandonnée pour des raisons budgétaires. Une scène où Bennings est assassiné par un mysterieux assaillant a été tournée mais l'équipe estime que l'assimilation, causant sa mort, n'est pas suffisamment expliquée. Dans des délais réduits et avec peu de décors intérieurs restants, un petit plateau est construit et Maloney est recouvert de lubrifiant, de teinture orange et de tentacules en caoutchouc. Des gants utilisés pour une autre créature sont repris pour figurer l'assimilation partielle,.
Carpenter filme plusieurs fins pour The Thing, dont une plus « heureuse » parce que le monteur Todd Ramsay pense qu'une conclusion aussi sombre et nihiliste ne passerait pas les projections tests. Dans cette version alternative, MacReady est secouru et un test sanguin prouve qu'il n'est pas contaminé,. Mais pour Carpenter, stylistiquement parlant, cette fin aurait paru « ringarde ». La monteuse Verna Fields est tachée de retravailler la fin pour la clarifier et résoudre l'intrigue. Finalement, une scène entièrement nouvelle est tournée, dans laquelle Childs est supprimé (et avec lui, la suspicion qu'il soit infecté), laissant seul MacReady. Les retours des projections tests sont légèrement meilleurs que pour la fin originelle et la production accepte la requête du studio d'utiliser celle-ci,. Juste avant son impression pour la sortie en salle, Carpenter et la productrice exécutive Helena Hacker décident que le film serait meilleur en terminant sur une ambiguïté que sur rien du tout. Sous l'approbation de Carpenter, la fin équivoque est réinstaurée mais un cri est inséré au moment de l'explosion de l'avant-poste pour confirmer la mort du monstre,. L'exécutif d'Universal Sidney Sheinberg désapprouve le nihilisme final et, selon Carpenter, lui aurait dit : « Pense comment le public réagira quand ils verront la [Chose] mourir avec, en fond, un orchestre géant »,. Carpenter soulignera plus tard que la fin originelle comme celle sans Childs n'a pas fonctionné lors des projections tests, ce qu'il interprète comme un manque d'héroïsme dans le film.

### Bande originale
The Thing est l'un des rares films de John Carpenter dont la bande originale n'est pas composée par lui-même. Il fait appel à l'Italien Ennio Morricone car il veut que le film ait une approche musicale européenne et le rejoint à Rome pour le convaincre,. Lorsque Morricone s'envole pour Los Angeles, il a déjà préparé une cassette avec plusieurs essais de synthétiseurs car il n'est pas certain du type de musique que souhaite Carpenter. Morricone écrit différentes partitions, sous différentes formes : orchestrale, électronique et combinée, qu'il savait être la préférence de Carpenter. Carpenter choisit celle qui ressemble le plus à ses propres partitions, ce qui deviendra le thème musical repris tout au long du film. Il fait écouter à Morricone la bande originale de New York 1997, qu'il avait composée avec Alan Howarth, pour lui donner un exemple de l'ambiance de ses films. Morricone réalise plusieurs autres tentatives, essayant de se rapprocher au mieux du style musical de Carpenter. Finalement, Morricone produit environ une heure de musique qui restera largement inutilisé mais sera repris dans la sortie commerciale de la bande originale. Carpenter et Howarth ont développé plusieurs morceaux au synthétiseur également utilisés dans le film. En 2012, Morricone raconte :

« J'ai demandé [à Carpenter], alors qu'il préparait de la musique électronique pour la monter au film : « Pourquoi tu m'as appelé si tu veux la faire toi même ? ». Il m'a surpris, il m'a dit : « Je me suis marié avec ta musique. C'est pour ça que je t'ai appelé. » […] Lorsqu'il m'a montré le film, après que j'ai écrit la musique, nous n'avons échangé aucune idée. Il s'est enfui, presque honteux de me l'avoir montré. J'ai écrit la musique de mon côté sans aucun de ses conseils. Naturellement, étant devenu assez malin depuis 1982, j'ai écrit plusieurs partitions relatives à ma vie. Et j'en ai écrit une électronique. Et [Carpenter] a pris la partition électronique. »

De son côté, John Carpenter explique :

« [Morricone] a fait toutes les orchestrations et a enregistré pour moi 20 minutes de musique que je pouvais utiliser où je le souhaitais mais sans voir aucune image du film. J'ai monté sa musique au film mais je me suis rendu compte qu'il y a des endroits, en particulier des moments de tension, lors desquels sa musique n'aurait pas fonctionné… Je me suis enfui et j'ai enregistré en secret quelques morceaux en deux ou trois jours. Mes morceaux étaient des morceaux électroniques très basiques — presque des tonalités. Cela n'était pas vraiment de la musique du tout mais juste des sons de fond, quelque chose que vous pourriez même considérer comme des effets sonores. »

MCA Records édite la bande originale de The Thing en 1982. Varèse Sarabande l'édite à nouveau en 1991 sur CD et cassette audio. Par la suite, ces versions cessent d'être produites. En 2011, Howarth et Larry Hopkins restaure la bande son de Morricone digitalement et arrange l'ordre des pistes pour qu'elles suivent leur apparition dans le film. L'album reprend également les titres composés par Carpenter et Howarth. Une version remasterisée de la bande originale sort en disque vinyle le 23 février 2017 ; une version deluxe comprend un entretien exclusif avec Carpenter.
Album sorti en 1982
Toute la musique est composée par Ennio Morricone.
| 1.    | Humanity (Part I)  | 6:59 |
| 2.    | Shape              | 3:20 |
| 3.    | Contamination      | 1:06 |
| 4.    | Bestiality         | 2:59 |
| 5.    | Solitude           | 5:58 |
| 6.    | Eternity           | 5:36 |
| 7.    | Wait               | 6:30 |
| 8.    | Humanity (Part II) | 7:16 |
| 9.    | Sterilization      | 5:09 |
| 10.   | Despair            | 4:50 |
| 49:37 |                    |      |

Album réédité en 2005
Toute la musique est composée par Ennio Morricone sauf exception notée.
| 1.    | Main Title (John Carpenter & Alan Howarth)     | 1:45 |
| 2.    | Main Theme - Desolation                        | 4:29 |
| 3.    | Humanity 2                                     | 2:42 |
| 4.    | Despair                                        | 4:46 |
| 5.    | Humanity                                       | 6:51 |
| 6.    | Shape                                          | 3:18 |
| 7.    | Burn It (John Carpenter & Alan Howarth)        | 1:27 |
| 8.    | Solitude                                       | 5:32 |
| 9.    | Fuchs (John Carpenter & Alan Howarth)          | 2:27 |
| 10.   | To Mac's Shack (John Carpenter & Alan Howarth) | 2:52 |
| 11.   | Wait                                           | 6:21 |
| 12.   | Sterilization                                  | 3:42 |
| 13.   | Eternity                                       | 5:26 |
| 14.   | Contamination                                  | 1:01 |
| 15.   | Bestiality                                     | 2:55 |
| 16.   | Main Theme - End Credit                        | 4:34 |
| 60:45 |                                                |      |

## Sortie et accueil

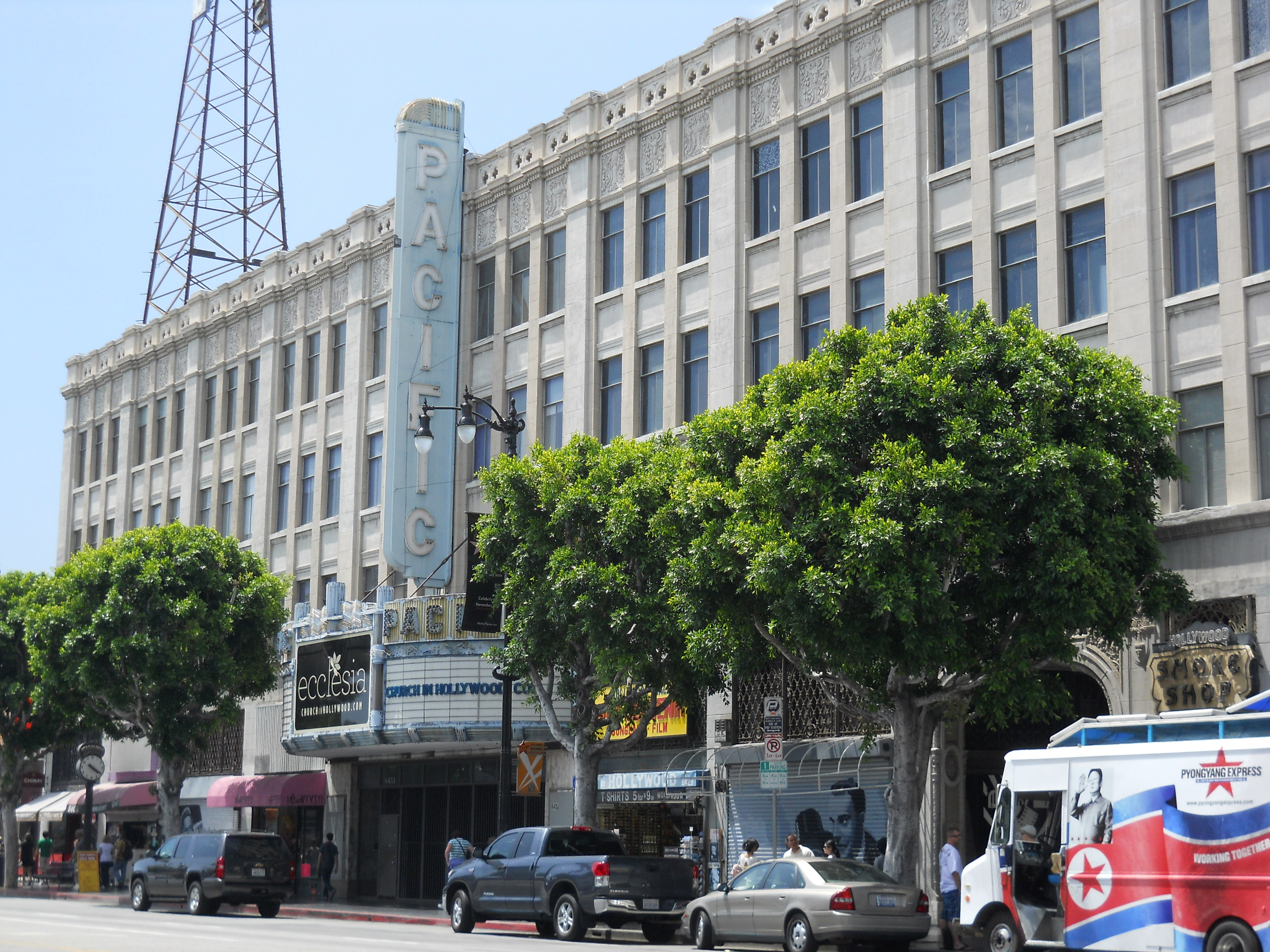
The Thing est sorti en avant première au Hollywood Pacific Theatre, lors d'une soirée présentée par Elvira, maîtresse des ténèbres.

Le manque d'information concernant les effets spéciaux de The Thing préoccupent les distributeurs quelques mois avant sa sortie, début 1982. Ils désirent être rassurés sur sa capacité à attirer des spectateurs et sur le fait que The Thing n'est pas un film de seconde zone. Cohen et Foster, les coproducteurs du film, engagent un monteur spécialement pour créer une bande démo d'une vingtaine de minutes accompagnée de musique provenant des archives d'Universal, mettant l'accent sur l'action et le suspense. Pour ce faire, ils utilisent les scènes disponibles, y compris les scènes alternatives et non terminées qui ne seront pas présentes dans la version finale du film, mais évitent de révéler les effets spéciaux autant que possible. Les distributeurs, accueillent favorablement ces premières images et le producteur exécutif d'Universal Robert Rehme confie à Cohen que le studio compte sur le succès de The Thing, comme ils s'attendent à ce qu’E.T., l'extra-terrestre n'attire que des enfants. Alors que le film est en train d'être finalisé, Universal envoie à Carpenter une étude démontrant que la fréquentation des films d'horreur a décliné de 70 % durant les six derniers mois. Pour Carpenter, Universal lui suggère ainsi de réduire ses attentes vis-à-vis des performances du film au box-office. Lors d'une projection test en vue d'une étude de marché, Carpenter interroge le public sur leur ressenti et un spectateur interroge : « Que se passe-t-il à la toute fin ? Lequel est la Chose ? » Carpenter répond que c'est libre d'interprétation, selon l'imagination, ce à quoi le spectateur réplique : « Oh mon Dieu. Je déteste ça ».
Une bande annonce de The Thing est diffusée lors d'une projection de E.T., l'extra-terrestre, le public reste silencieux ce qui fait dire à Foster « On est mort ». L'accueil du public lors des projections tests de The Thing pousse le studio à changer les publicités sombres et en noir-et-blanc pourtant approuvées par les producteurs pour une image en couleur d'un individu au visage lumineux. Le slogan est également modifié. « Man is the warmest place to hide » (littéralement « L'homme est l'endroit le plus chaleureux/chaud pour se cacher ») écrite par Stephen Frankfurt, à qui l'on doit notamment le slogan d’Alien (« Dans l'espace, personne ne vous entend crier »), devient « The ultimate in alien terror » (littéralement « L'ultime terreur alien »), essayant de capitaliser sur le succès d’Alien. En France, le slogan est « Jusqu'au bout de la terreur ». Carpenter essaye de changer le titre du film à la dernière minute pour Who Goes There?, en vain. Une semaine avant sa sortie, Carpenter fait la promotion du film en diffusant des extraits au Late Night with David Letterman. En 1981, le magazine spécialisé dans le cinéma de genre Fangoria organise un concours encourageant les lecteurs à imaginer à quoi la Chose pourrait ressembler et à envoyer leurs dessins. Les gagnants gagnent un voyage au parc d'attraction Universal Studio. Le jour de sa sortie, une séance spéciale est tenue au Hollywood Pacific Theatre, présidée par Elvira, maîtresse des ténèbres, avec une entrée gratuite pour les spectateurs déguisés en monstre.

### Box office
The Thing est sorti aux États-Unis le 25 juin 1982. Au cours de son week-end d'ouverture, le film a rapporté 3,1 millions de dollars auprès de 840 cinémas — une moyenne de 3 699 $ par salle — se positionnant en huitième position du box-office du week-end derrière Poltergeist de Tobe Hooper (4,1 millions de dollars), qui en était à son quatrième week-end de distribution, et devant le film d'action Megaforce de Hal Needham (2,3 millions de dollars). Il est sorti du top 10 des films les plus rentables après trois semaines. Il a fini son exploitation avec un total de 19,6 millions de dollars contre son budget de 15 millions de dollars,, ce qui en fait seulement le 43e film le plus rentable de 1982. Le film n'est ni un échec au box-office, ni un succès.
Depuis sa sortie, de nombreux critiques et historiens du cinéma ont tenté de comprendre ce qui a conduit à l'échec initial de The Thing à trouver son public. Dans une interview de 1999, Carpenter a déclaré que le public avait rejeté The Thing pour son point de vue nihiliste et déprimant à un moment où les États-Unis étaient en pleine récession. Lors de sa sortie en salle, il se trouve en concurrence avec E.T., l'extra-terrestre (E.T. the Extra-Terrestrial), succès à la fois critique et commercial (619 millions de dollars). Sorti deux semaines plus tôt, le film de Steven Spielberg est également reçu comme un film plus familial, avec une vision plus optimiste des visites extraterrestres,,. Carpenter le décrit comme l'exact opposé de son propre film. The Thing sort le même jour que le film de science-fiction Blade Runner de Ridley Scott, entré directement à la deuxième place du box-office ce week-end avec 6,1 millions de dollars pour une recette finale de 33,8 millions de dollars,, également considéré comme un échec critique et commercial à l'époque. Pour d'autres, cet échec est le résultat d'une saturation de l'offre des films de science-fiction et de fantasy sortis cette année-là, avec notamment Conan le Barbare (Conan the Barbarian) de John Milius (130 millions de dollars), Poltergeist (121,7 millions de dollars), Mad Max 2 de George Miller (34,5 millions de dollars), Star Trek 2 : La Colère de Khan (Star Trek II: The Wrath of Khan) de Nicholas Meyer (97 millions de dollars) ou encore Tron de Steven Lisberger (33 millions de dollars). Certains analystes blâment aussi un mauvais marketing de la part d'Universal, qui n'a pas su rivaliser avec le déluge de promotion des films importants sortis cet été-là,. Un autre facteur serait le classement R qui lui a été attribué, restreignant le public aux personnes de plus de 17 ans à moins d'être accompagné d'un adulte. Poltergeist a reçu une côte PG, permettant aux familles et aux jeunes enfants de le voir.
En France, le film — interdit aux moins de 13 ans — ne parvient qu'à se hisser à la dixième place du box-office la semaine de sa sortie, avec 67 693 entrées. Une semaine après ses débuts dans les salles françaises, le film remonte en neuvième position avec 172 335 entrées depuis sa sortie, dont 104 642 entrées enregistrées en deuxième semaine. Le film peine à se maintenir et totalise 318 502 entrées un mois après sa sortie. Il quitte le top 30 hebdomadaire la semaine du 21 décembre 1982 après avoir enregistré plus de 335 000 entrées. En fin d'exploitation, The Thing totalise 562 478 entrées.

### Accueil critique
The Thing est reçu très négativement à sa sortie et son ton cynique et anti-autorité ainsi que ses effets spéciaux crus sont vus avec hostilité,. Le magazine spécialisé Cinefantastique en fait sa une et interroge : « Est-ce le film le plus détesté de tous les temps ? ». Certains critiques méprisent le film, le qualifiant de « film crétin des années 1980 par excellence », de « déchet instantané » ou encore de « misérable excès ». Alan Spencer, journaliste à Starlog, le décrit comme un film d'horreur « froid et stérile » essayant de capitaliser sur un public de genre, contrairement à « l'optimisme d’E.T., le retour rassurant de Star Trek II, la perfection technique de Tron et l'intégrité absolue de Blade Runner ».
L'intrigue est jugée « ennuyeuse » et alourdie par les effets spéciaux. Linda Gross du Los Angeles Times écrit que The Thing est « désespéré, nihiliste » et dénué de sentiments, la mort des personnages n'ayant donc aucune importance. Spencer poursuit en expliquant que le film présente une continuité bâclée, sans rythme et dépourvue de chaleur ou d'humanité. David Ansen de Newsweek trouve que le film confond l'utilisation d'effets avec l'élaboration du suspense et qu'il manque de drame en « sacrifiant tout sur l'autel du gore ». Dans les pages du Chicago Reader, Dave Kehr trouve les dialogues banals et interchangeables, ce qui fait que les personnages se ressemblent et sonnent tous pareils. Gary Arnold du Washington Post apprécie l'ouverture du film, dans lequel la Chose a déjà vaincu la base norvégienne et survécu aux pièges vus dans la version de 1951 pendant que David Denby du magazine New York se plaint d'une menace visible uniquement d'un point de vue extérieur, sans mettre en scène ce que pourrait éprouver quelqu'un qui pense avoir été remplacé par la Chose. Roger Ebert dit que le film est effrayant mais n'offre rien d'original au-delà des effets spéciaux tandis que Vincent Canby du New York Times le trouve divertissant seulement si le spectateur a besoin de voir des têtes avec des pattes d'araignée ou des autopsies de chien.
Le jeu des acteurs est généralement bien accueilli, contrairement à leurs personnages,,. Pour Ebert, ils manquent de développement, ne sont que des stéréotypes existant uniquement pour se faire tuer. Spencer les trouve fades mais pense que les acteurs font de leur mieux avec le matériel qu'ils ont. Richard Schickel du Time Magazine décrit Kurt Russell comme un héros « vaillant » quand les autres personnages ne sont pas développés de manière aussi forte ou intelligente et Variety explique que le statut héroïque de Russell est amoindri par son attitude « suicidaire » à la fin du film. D'autres critiques relèvent des incohérences comme le fait que certains personnages se baladent seuls. Kehr est déçu que les hommes ne se liguent pas contre la Chose et plusieurs articles notent un manque de camaraderie et de romance, ce qui, selon Arnold, réduit tout intérêt au-delà des effets spéciaux,,.
Les effets spéciaux sont à la fois loués pour leur impressionnante technique et décriés pour leur visuel repoussant et excessif,,. Les critiques qualifient le travail de Bottin de « génie »,, soulevant que le design est inédit, inoubliable et « horriblement coloré », et iront jusqu'à dire de lui qu'il est un « maître du macabre »,. Pour Arnold, la scène du buste mâchoire fait preuve d'une « créativité épouvantable » et la scène de la tête coupée qui la suit est « follement macabre », les comparant aux chestbursters et à d'autres scènes de têtes décapitées dans Alien. À sa sortie, Variety décrit The Thing comme étant « le film d'horreur le plus vivement épouvantable à avoir rodé sur les écrans » (« the most vividly gruesome horror film to ever stalk the screens »). À l'inverse, Denby estime que les effets spéciaux sont plus dégoûtants qu'effrayants et regrette que le nouvelle tendance des films d'horreur tendant à ouvrir le corps humain verse de plus en plus dans l'obscénité. Spencer remarque que le soin et la fierté de Bottin se reconnaissent dans les effets, mais il les trouve également trop encombrants et « gaspillés » en absence d'une intrigue ou de personnages forts, ce qu'affirme également Schickel,. Canby quant à lui affirme que les effets sonnent « trop faux pour être répugnants ». Canby et Arnold soutiennent tous deux que le manque d'une forme unique et discernable de la créature joue contre elle et que le fait de se cacher parmi les humains rend la situation difficile à comprendre. Arnold trouve ainsi que la version de 1951 était moins versatile mais plus facile à suivre,.
Gross et Spencer saluent la réussite technique du film, en particulier la photographie « glaciale » de Cundey, le son, le montage ou encore la bande originale de Morricone,. Spencer est beaucoup plus critique envers la réalisation de Carpenter, la décrivant comme une tentative « futile » de répondre aux attentes présumées du public. Pour lui, Carpenter n'est pas fait pour réaliser des films de science fiction et devrait se cantonner à filmer « des accidents de la route, des catastrophes ferroviaires et des flagellations publiques ». Ansen augure que « l'atroce pour l'atroce » sera le pire futur pour Carpenter.
The Thing est souvent comparé à des films similaires, tels que Alien, L'Invasion des profanateurs (Invasion of the Body Snatchers, 1978) de Philip Kaufman ou encore La Chose d'un autre monde,,. Ebert et Denby ont l'impression que The Thing est un dérivé de ces films, qui ont mis en scène une histoire d'une meilleure façon,. Variety affirme qu'il est inférieur à la version de 1951. Arnold voit en The Thing la continuité d’Alien dans le sens où l'exigence en spectacle horrifique a augmenté.
L'acteur principal de La Chose d'un autre monde, Kenneth Tobey, ainsi que son réalisateur, Christian Nyby, critiquent eux aussi fortement le film. Nyby avertit : « Si vous voulez du sang, allez dans un abattoir […]. L'un dans l'autre, c'est une bonne publicité pour le whisky J&B ». Tobey s'appuie sur les effets spéciaux pour dire : « ils sont si explicites qu'en réalité ils annihilent tout sentiment envers les personnages […]. Ça en devient presque un film en lui-même, ils sont un peu trop effroyables ». Dans le livre Science Fiction (1984) de Phil Hardy, un critique décrit le film comme un « échec surprenant » et « le film le plus insatisfaisant de Carpenter à ce jour ». L'article précise que la narration « semble être plus une excuse pour les différents effets spéciaux et le héros de Russel n'est rien moins qu'un zéro comparé au personnage équilibré qu'interprète Tobey dans [le film] d'Howard Hawks ». David Clennon, l'interprète de Palmer, explique que l'absence de scènes introductives concernant les personnages rend difficile l'attachement envers eux par le public, contrairement à l'attrait que peut avoir celles d’Alien.
En France, les critiques sont bien plus élogieuses. Dans Les Cahiers du Cinéma, Olivier Assayas en parle comme du « film le plus abouti, le plus maîtrisé » de Carpenter. Les « bidoches à métamorphoses de la Chose, véritable hold-up dans les poubelles d'un abattoir, atteignent un summum ravissant », pour Gérard Lefort de Libération. Certains journalistes dénoncent cependant la faiblesse du scénario mais applaudissent la réalisation de Carpenter et le visuel du film. Colette Godard écrit ainsi dans les pages du Monde que « Carpenter n'a jamais été pointilleux sur les scénarios [mais] attache ses soins fascinés au paysage de fin du monde et à la Chose », lorsqu’Alain Garsault de Positif admet que le récit est « tout à fait classique », fait néanmoins avec « humour » jusque dans sa conclusion, mais que le cinéaste « possède une adresse égale pour employer des mouvements d'appareil descriptifs et dramatiques à la fois ». Enfin, Télérama, par le biais de Bernard Génin, résume que le film s'adresse avant tout aux aficionados du genre en précisant : « Soyons honnête : l'effet est cauchemardesque à souhait. Et si l'on supporte cette forme d'épouvante, on appréciera le film ».

### Distinctions
- Saturn Awards 1983[86]
  - Nomination au Saturn Award du meilleur film d'horreur (perdu face à Poltergeist)
  - Nomination au Saturn Award des meilleurs effets spéciaux (Rob Bottin) (perdu face à E.T. l'extraterrestre)
- Razzie Awards 1983[87]
  - Nomination au Razzie Award de la pire bande originale pour Ennio Morricone (perdu face à The Pirate Movie)

## Différentes versions et éditions en vidéo
Si The Thing n'a pas reçu le succès escompté lors de sa sortie en salle, il trouve un nouveau public lors de sa sortie en vidéo puis plus tard lors de sa diffusion télévisée. L'exécutif Sidney Sheinberg monte une nouvelle version du film pour la télévision, y ajoutant une narration et une fin remaniée, dans laquelle la Chose imite un chien et fuit le camp en ruine. Carpenter renie cette version et pense que Sheinberg lui reproche toujours de ne pas avoir écouté ses idées pour la version cinéma,,.
The Thing sort sur support DVD en 1998 dans une édition comprenant entre autres The Thing: Terror Takes Shape, un documentaire détaillé sur la production, des scènes coupées ou alternatives et un commentaire audio par Carpenter et Russell. Une version HD DVD est éditée en 2006 avec les mêmes contenus additionnels, suivie en 2008 par une version Blu-ray avec pour seuls suppléments le commentaire de Carpenter et Russell et quelques vidéos des coulisses via un procédé de picture in picture (incrustation réduite des vidéos par-dessus le film). Une nouvelle version du film, restauré en 2K, sort en Blu-Ray en 2016, dans une édition supervisée par Dean Cundey et agrémentée de nombreux bonus : le commentaire et le documentaire Terror Takes Shape, des interviews de la distribution et de l'équipe technique ainsi que des segments explorant la musique, l'écriture, le montage, les recherches de Ploog, une interview de Alan Dean Foster, qui s'est occupé de la novélisation du film, et la version télévisuelle du film, plus courte que la version cinéma de 15 minutes. Une restauration en 4K sort en 2017 en Blu-Ray, dans un premier temps en exclusivité au Royaume-Uni et limitée à 8 000 tirages. La restauration se base sur le négatif d'origine et est supervisée par Carpenter et Cundey.

## Analyse
La thématique centrale de The Thing est la paranoïa et la méfiance,,. Fondamentalement, le film explore l'érosion de la confiance dans une petite communauté ainsi que différentes formes de paranoïa causées par la possibilité que quelqu'un ne soit pas ce qu'il dit être ou qu'un ami soit en réalité un ennemi,. Le film représente alors la méfiance qu'entretient l'humain envers l'Autre et la peur de la trahison par ceux que l'on connait et, finalement, par notre propre corps. Le sujet de la paranoïa s'adaptant au fil du temps, ces thématiques restent actuelles. The Thing s'intéresse à notre incapacité à avoir confiance en nos pairs, pouvant être interprétée par une méfiance des institutions.
Développé durant la guerre froide, alors que les relations entre les États-Unis et l'Union soviétique sont extrêmement tendues, le film fait référence à la menace de l'annihilation nucléaire par destruction mutuelle assurée. Daniel Clarkson du magazine Diabolique note que MacReady détruit son ordinateur après avoir été fait échec et mat, de la même façon qu'il jure de détruire la Chose, même aux dépens de l'équipe. L'isolationnisme nuit au groupe, tout comme durant la guerre froide, tandis que le manque de confiance le détruit. Michael Edward Taylor de Screen Rant voit dans The Thing un parallèle avec les accusations liées à la Peur rouge et au maccarthysme. Le film transmettrait en effet une peur anti-communiste par son infection des zones civilisées conduisant à son assimilation et son imitation,. Dans les pages du Slant Magazine, John Lingan explique que les personnages témoignent d'un « contre-culturalisme fatigué » typique post-Guerre du Viêt Nam (1955–1975), c'est-à-dire le rejet des normes sociales conventionnelles, défini par leurs propres excentricités.

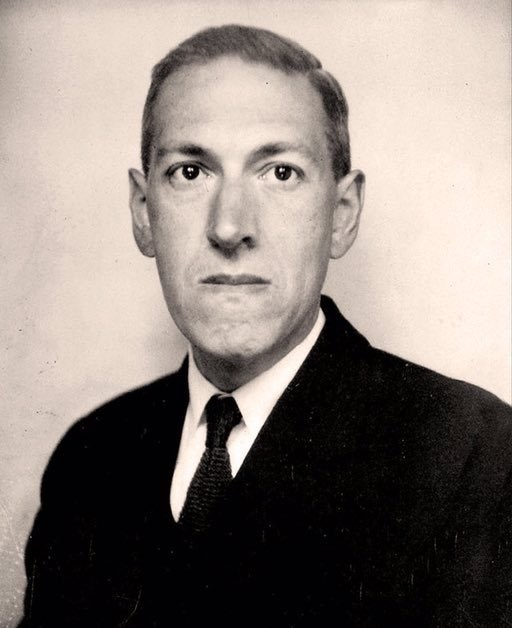
L'œuvre de l'écrivain H. P. Lovecraft a été une grande source d'inspiration pour John Carpenter. La Chose informe et indéfinissable a été comparée aux forces indescriptibles d'un autre monde de Lovecraft.

Le scénario de Lancaster omet les personnages féminins car il pense qu'une femme présenterait un intérêt amoureux inévitable dans l'intrigue. Noah Berlatsky de l’Atlantic pense que, contrairement à un film d'horreur typique, l'absence de femme fait de la Chose l'incarnation de la peur de ne pas être un homme ou d'être homosexuel. En effet, plusieurs assimilations mettent en scènes des pénétrations, des tentacules ainsi que, dans le cas de Norris, une naissance de sa propre réplique par l'ouverture de son estomac. Le genre du slasher favorise l'utilisation de personnages féminins perçues comme plus faibles et donc plus empathiques, permettant une libération cathartique lorsqu'elles défont le vilain mais, dans The Thing, les personnages masculins ne sont pas destinés à survivre. Patrick Marlborough, journaliste à Vice, considère le film comme une vision critique de la masculinité. Identifier la Chose requiert de l'intimité, de la confession et de l'empathie, ce à quoi la masculinité s'oppose. Piégés par leur fierté et ralentis par leur émotions grandissantes, les hommes sont incapables de se confronter à la peur de l'embarras ou de l'exposition. Berlatsky note également que MacReady évite les attaches émotionnelles et est le plus paranoïaque, faisant de lui le héros. Mais ce détachement se retourne finalement contre lui, le laissant dans une méfiance futile vis-à-vis de Childs, chacun d'entre eux ne connaissant pas réellement l'autre.

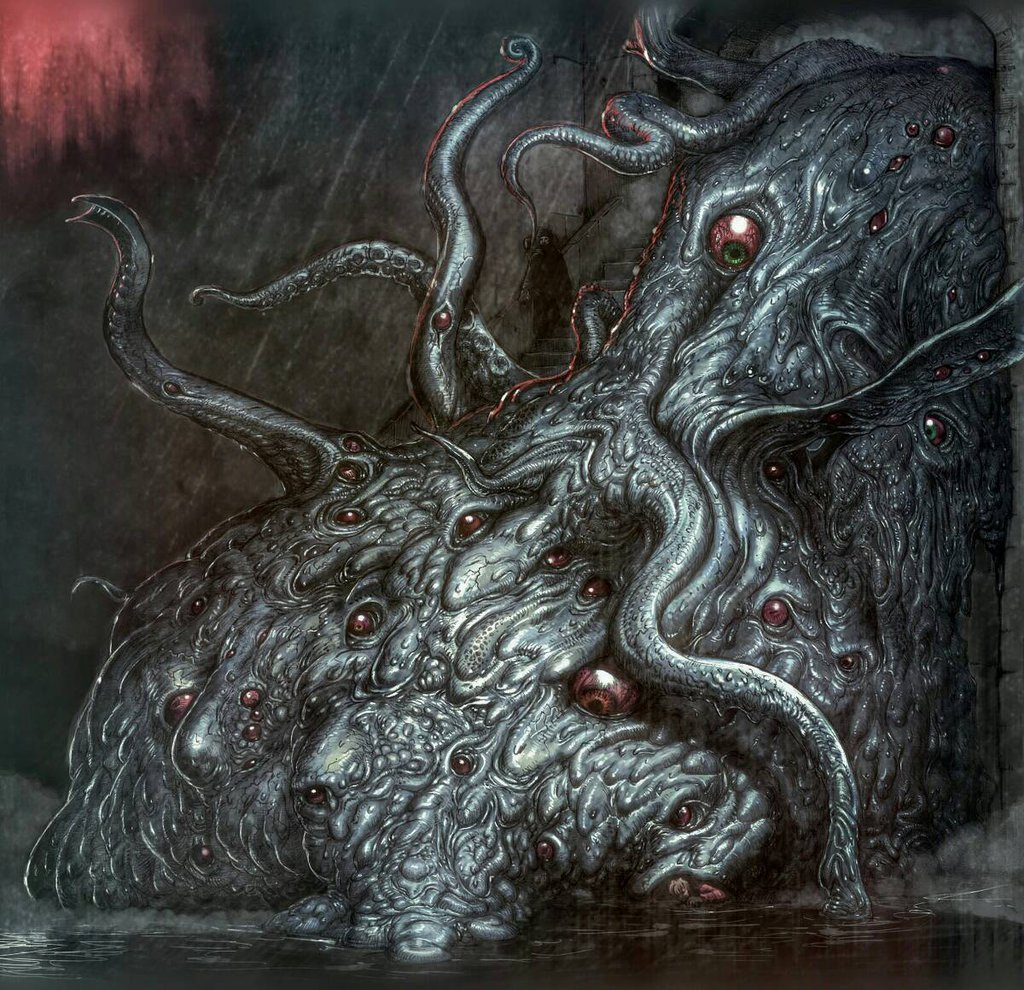
Monstrueux métamorphe du roman court lovecraftien Les Montagnes hallucinées (1936), le Shoggoth a été comparé à la Chose décrite par John W. Campbell.

Kyle Anderson de Nerdist et Orrin Grey de Strange Horizons analysent tous deux The Thing comme un exemple de l'horreur cosmique inspirée par l'auteur H. P. Lovecraft, l'idée qu'il existe des êtres anciens et inhumains qui ne se soucient en rien de l'humanité. Cela inclut également la peur de perdre son humanité et d'être consommé, au sens figuré ou littéral, par ces anciens mastodontes surnaturels. La Chose est un être dépassant notre entendement et possédant l’habilité de détruire toute vie sur Terre en quelques heures. Tout comme Lovecraft laisse ses créatures indéfinies, la Chose peut être vue mais sa forme est principalement indescriptible, au-delà du domaine de la connaissance humaine. Pour Grey, MacReady représente un protagoniste hollywoodien plus traditionnel alors que Blair représente le protagoniste lovecraftien, succombant à sa peur de la créature, rendu fou par les implications de sa nature et finissant par devenir ce qu'il craignait,. Du reste, Les Montagnes hallucinées de Lovecraft constitue l'une des influences possibles de La Chose, roman court que John W. Campbell conçoit peut-être comme une version commerciale de l'œuvre lovecraftienne en raison d'un rythme plus rapide, davantage conforme au style des pulps. Cette question fait l'objet de plusieurs débats du fait de l'histoire éditoriale des deux romans dans le magazine Astounding Stories ainsi que de leur contexte similaire : une équipe en mission scientifique dans l'Antarctique devient la proie d'une créature capable de monstrueuses métamorphoses (la Chose présente ainsi des analogies avec le Shoggoth). De surcroît, les deux textes confrontent l'humanité à l'indifférence cosmique incarnée par des entités antédiluviennes d'origine extraterrestre.
Jamais la Chose ne parle ou ne donne de motif pour ses actions ; elle ne fait que poursuivre inlassablement son but. Grey la décrit comme l'incarnation de la peur de la perte de soi. Elle attaque, consomme et imite l'individu à la perfection avec ses souvenirs et ses attitudes. L'original est alors intégré dans une copie extra-terrestre qui est virtuellement impossible à identifier. Mark Harrison et Ryan Lambie de Den of Geek explique que l'essence de l'humanité est le libre arbitre, dépouillé par la Chose, sans doute sans que l'individu ait conscience d'être remplacé,. Dans une interview de 1982, lorsqu'on lui donne de choisir de décrire The Thing comme « pro-science » comme La Chose ou « anti-science » comme son adaptation La Chose d'un autre monde, Carpenter préfère dire de son film qu'il est « pro-humain », expliquant : « Il vaut mieux être un être humain qu'une imitation, ou se laisser prendre par cette créature qui n'est pas nécessairement maléfique, mais dont la nature est simplement d'imiter, comme un caméléon ». D'autres théories ont été émises à propos de la scène du test sanguin et l'épidémie de sida ayant lieu aux États-Unis à la même époque, qui ne pouvait être identifié que par test sanguin,.
Depuis sa sortie, plusieurs hypothèses ont été développées pour tenter de répondre à la fin ambiguë partagée par MacReady et Childs. Plusieurs critiques pensent que Childs est infecté, citant des propos de Dean Cundey selon lesquels il a délibérément illuminé les yeux des personnages sains, une lueur absente du regard de Childs. De la même manière, d'autres ont noté le manque de souffle visible du personnage dans l'air glacial. Alors que ces deux aspects sont présents chez MacReady, leur absence concernant Childs aurait été provoquée par un problème technique lors du tournage,. Une des théories les plus populaires soutient que Childs a bel et bien été assimilé par la Chose et MacReady en est conscient : lorsque les deux hommes partagent un dernier verre, Macready donne à Childs une des bouteilles d'essence qu'il a utilisé pour ses cocktails Molotov aperçus plus tôt dans le film. MacReady teste ainsi Childs pour savoir s'il est capable de boire de l'essence sans problème, il est donc la Chose,,,,. Durant la production, Carpenter pense à contaminer MacReady et une fin alternative est tournée montrant MacReady être sauvé et testé non infecté. Russel explique qu'analyser la scène à la recherche d'indices est « passer à côté du propos », précisant : « nous avons longtemps travaillé sur la fin du film, [Carpenter] et moi. Nous voulions ramener tous deux le public au point de départ. En fin de compte, c'était la position dans laquelle les personnages sont. Ils ne savent rien du tout […]. Ils ne savent pas s'ils savent qui ils sont […]. J'adore le fait que, au fil des années, le film ait trouvé sa vocation parce que les spectateurs sont capables de passer outre l'horreur du monstre […] pour voir de quoi parle le film, la paranoïa ». Cependant, Carpenter continue à laisser planer le doute : « Maintenant je sais, à la fin, qui est la Chose, mais je ne peux pas vous le dire ».

## Postérité

### Conséquences
L'échec commercial et critique de The Thing a un impact immédiat sur la carrière de John Carpenter. Universal lui retire le projet d'adaptation du roman de Stephen King, Charlie (Firestarter, 1984), pour le confier à Mark L. Lester. Le contrat d'exclusivité qui le lie au studio, signé à la suite de ses succès précédents, est annulé, Universal préférant le dédommager que poursuivre leur collaboration. Carpenter poursuit sa carrière mais perd confiance en lui. Il ne prendra la parole ouvertement à propos de ce revers qu'en 1985, lors d'une interview avec Starlog : « On m'a appelé « le pornographe de la violence » […]. Je ne pensais pas du tout qu'il allait être reçu de cette façon […]. The Thing était trop fort pour son époque. Je savais qu'il était fort, mais je ne pensais pas qu'il était trop fort […]. Je n'ai pas pris les goûts du public en considération ». Peu de temps après sa sortie, Wilbur Stark, nommé producteur exécutif après avoir cédé les droits d'adaptation, attaque Universal en justice et réclame 43 millions de dollars pour « calomnie, rupture de contrat, fraude et tromperie ». Il prétend avoir subi une perte de revenu à la suite d'une mention inadéquate de son nom durant la promotion du film et en le faisant apparaître durant le générique de fin, une position jugée moins prestigieuse. Stark affirme également avoir « grandement contribué au [scénario] ». Le producteur David Stark répond que Stark n'a été impliqué dans la production du film d'aucune façon et a reçu la mention qu'il méritait dans la promotion et dans le film. Stark réclamera 15 millions de dollars supplémentaires à la suite des allégations de Foster. L'issue des poursuites est inconnue.

### Réévaluation critique
Durant les années qui ont suivi sa sortie, les critiques et les spectateurs ont réévalué The Thing en tant que jalon de l'histoire du film d'horreur. En 1992, un article prémonitoire de Peter Nicholls décrit The Thing comme « un film sombre et mémorable [qui] peut encore être considéré comme un classique ». Plusieurs critiques l'ont reconnu comme l'un sinon le meilleur film de John Carpenter,,. John Kenneth Muir dit qu'il s'agit de « l'essai le plus abouti et le plus sous-estimé de Carpenter » et le critique Matt Zoller Seitz le qualifie d'« un des meilleurs et des plus élégamment construits films de série B ».
Trace Thurman de Bloody Disgusting le considère comme l'un des meilleurs films de tous les temps et, en 2008, Empire le classe 289e de sa liste des 500 Meilleurs Films de tous les temps, le décrivant comme « un chef-d'œuvre incomparable de suspense implacable, d'excès visuel détruisant la rétine et de terreur nihiliste pure et simple ». Il est désormais considéré comme l'un des plus grands films d'horreur jamais réalisés, et un classique du genre. Plusieurs publications l'ont désigné comme l'un des meilleurs films de 1982, dont Filmsite.org, Film.com ou encore Entertainment Weekly. Muir explique que The Thing est « le meilleur film de science fiction / horreur de 1982, une année incroyablement compétitive, et peut être l'un des meilleurs films de genre de la décennie ». Complex l'a nommé neuvième meilleur film de la décennie, disant de lui qu'il est « le meilleur remake de film de genre de tous les temps ». The Thing figure régulièrement dans les listes des meilleurs films de science-fiction : 4e chez IGN en 2016, 12e chez Thrillist en 2018, 17e chez GamesRadar+ en 2018, 31e chez Paste en 2018, 32e chez Esquire en 2015 et Popular Mechanics en 2017, et 76e chez Rotten Tomatoes.
De même, The Thing est apparu sur plusieurs listes répertoriant les meilleurs films d'horreur, se retrouvant 1er chez The Boston Globe (2007), 2e chez Bloody Disgusting (2018), 4e chez Empire (2016) et 6e chez Time Out (2016). Empire l'a également classé 43e meilleur poster. En 2016, il figure dans le top 10 des films sur les visites aliens sur Terre du British Film Institute. Il est arrivé 9e meilleur film d'horreur de tous les temps dans un sondage mené auprès des lecteurs de Rolling Stone et il est considéré comme l'un des meilleurs exemples de body horror,,,. Pour GamesRadar+, la fin de The Thing est l'une des 25 meilleures de tous les temps. Le site internet Rotten Tomatoes qui recense les critiques professionnelles contemporaines recueille 84% d'avis favorables avec un score moyen de 7,39⁄10, sur la base de 64 critiques collectées. Son consensus explicite : « Plus sombre et plus terrifiant que sa version des années 1950, The Thing de John Carpenter est un thriller de science-fiction tendu, chargé en tension et de quelques effets de maquillage remarquables ». Le film a cependant un score de 57% sur Metacritic basé sur 13 critiques, figurant des « avis moyens ou mitigés ».
Dans une interview de 2011, Carpenter remarque que The Thing est l'un sinon son film favori de sa propre filmographie. Il regrette qu'il ait mis si longtemps à trouver son public, affirmant « Si The Thing avait été un succès, ma carrière aurait été totalement différente. Je n'aurais pas eu à faire les choix que j'ai faits. Mais j'avais besoin d'un travail. Je ne dis pas que je déteste les films que j'ai faits. J'ai adoré faire Christine (1983), Starman (1984) et Les Aventures de Jack Burton dans les griffes du Mandarin (Big Trouble in Little China, 1986), tous ces films. Mais ma carrière aurait été différente ».

### Impact culturel
The Thing a eu un impact significatif sur la culture populaire et en 1998, il est déjà considéré comme un film culte,. On en trouve des références dans différents médias, de la télévision (X-Files, South Park, Futurama, Stranger Things) aux jeux vidéo (Resident Evil 4, Tomb Raider III, Overwatch[réf. nécessaire], Dead Space), en passant par le cinéma (The Faculty, Horribilis, The Mist, The Thaw). Il figure dans l'ouvrage de référence 1001 films à voir avant de mourir, où il est décrit comme « l'un des films d'horreur les plus influents des années 1980, souvent imité rarement dépassé […]. Il est l'un des premiers films à montrer ouvertement la rupture et la déformation de la chair et des os en des tableaux grotesques d'une beauté surréaliste, élevant à jamais la barre de l'horreur cinématographique ». L'interprétation de Kurt Russell dans le rôle de MacReady est désormais reconnue comme l'un des éléments majeurs du film par les fans et les critiques,,. Comic Book Resources le classe ainsi 7e personnage le plus révolutionnaire de John Carpenter, expliquant que la prestation de Russell est l'une des raisons principales de la réévaluation du film par le public après sa réception négative initiale.

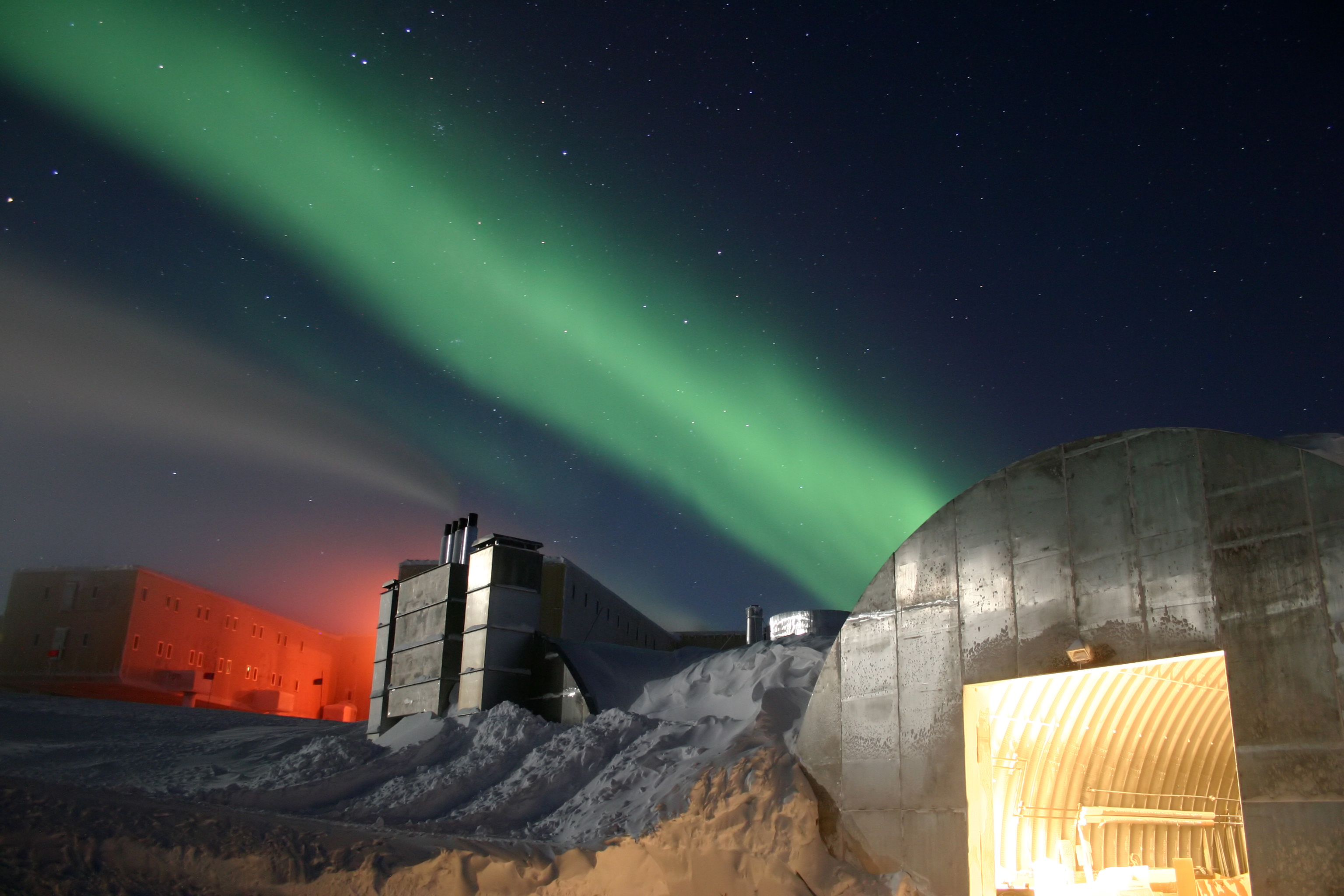
The Thing est projeté tous les ans à la base antarctique Amundsen-Scott.

Plusieurs cinéastes ont déclaré leur admiration pour The Thing ou l'ont cité comme influence majeure dans leur œuvre, dont Guillermo del Toro, James DeMonaco, J. J. Abrams, Neill Blomkamp, David Robert Mitchell, Rob Hardy (en), Steven S. DeKnight ou encore Quentin Tarantino. En 2011, à la question « Quel est le film le plus effrayant ? » posée par The New York Times à de célèbres réalisateurs, John Sayles et Edgar Wright répondent The Thing. Le film Les Huit Salopards de Tarantino (The Hateful Eight, 2015) fait de nombreuses références à The Thing, du rôle principal interprété par Kurt Russell, à la thématique de la paranoïa et de la méfiance entre les personnages coincés dans un lieu unique à cause d'une tempête de neige, reproduisant même certains angles de caméra et plans utilisés par Carpenter et Cundey,. Certains morceaux de la bande originale de Morricone, inutilisés dans The Thing, ont été récupérés pour Les Huit Salopards. Tarantino cite également The Thing comme une source d'inspiration pour son premier long métrage Reservoir Dogs (1992).
Le film est projeté tous les ans en février pour marquer le début de l'hiver à la base antarctique Amundsen-Scott,.
En janvier 2010, Clarkesworld Magazine publie The Things, une nouvelle de Peter Watts écrite du point de vue de la Chose ; celle-ci est incapable de comprendre pourquoi les humains sont hostiles envers elle. La nouvelle a été nommée aux Prix Hugo de la meilleure nouvelle courte en 2011. Elle est parue en français en 2016 dans le recueil Au-delà du gouffre.
En 2017 est publié The Thing Artbook, un livre de 400 pages d'œuvres inspirées par The Thing, avec la contribution de 350 artistes, une préface du réalisateur Eli Roth et une postface de Carpenter.
En 2007, l'événement Halloween Horror Nights au parc d'attractions Universal Studios Florida à Orlando (Floride) proposait une maison hantée basée sur le film. L'attraction comprenait MacReady et Childs, tous deux tenus en stase, la Chose-Blair et le chenil de l'avant-poste,.
Une excursion de fans sur le lieu de tournage en Colombie Britannique est prévue pour 2022 pour célébrer le quarantième anniversaire du film.

### Produits dérivés
Une novélisation du film est publiée par Alan Dean Foster en 1982. Basée sur une première version du script, elle présente plusieurs différences avec le film telles qu'une scène où MacReady, Bennings et Childs poursuivent des chiens infectés dans la neige et l'explication de la disparition de Nauls : cerné par la Chose-Blair, il préfère se suicider qu'être assimilé.
En 2000, McFarlane Toys commercialise deux figurines « Movie Maniacs » : la Chose-Blair et la Chose-Norris, comprenant sa tête décapitée dotée de pattes d'araignée. SOTA Toys vend un set reprenant la scène du chenil avec des figurines de MacReady et de la Chose-Chien, ainsi qu'un buste de la tête araignée de la Chose-Norris. En 2017, Mondo et Monopoly sortent The Thing: Infection at Outpost 31, un jeu de société où les joueurs incarnent les personnages du film ou la Chose, chacun d'entre eux tentant de défaire l'autre par subterfuge ou sabotage,.

### Suites,remakeet préquelle
À partir de décembre 1991, Dark Horse Comics publie The Thing from Another World de Chuck Pfarrer, quatre comic books mettant en scène MacReady 24 heures après les événements du film,, un synopsis également pitché à Universal au début des années 1990 pour une suite potentielle. Il est suivi en juillet 1992 par The Thing from Another World: Climate of Fear, The Thing from Another World: Eternal Vows en décembre 1993 et The Thing from Another World: Questionable Research. En 1999, Carpenter explique que si aucune discussion n'a eu lieu concernant un projet de suite, il serait cependant intéressé d'adapter la version de Pfarrer qu'il juge « digne »,. En 2011, Dark Horse sort un tie-in pour le film The Thing de 2011 : The Thing - The Northman Nightmare.
En 2002 sort le jeu vidéo The Thing sur Microsoft Windows, PlayStation 2 et Xbox dans lequel une équipe de soldats américains enquête sur les événements du film et leurs conséquences. Il reçoit des critiques assez positives,.
En 2005, la chaîne Syfy planifie une mini-série de quatre heures produite par Frank Darabont et scénarisée par David Leslie Johnson-McGoldrick. L'histoire suit une équipe russe qui retrouve les corps de MacReady et Childs ainsi que les restes de la Chose. 23 ans plus tard, la Chose s'échappe au Nouveau Mexique et les protagonistes tentent de la contenir. Le projet n'est jamais développé et Universal opte pour une suite en long métrage. Un film prequel intitulé lui aussi The Thing est réalisé en 2011 par Matthijs van Heijningen Jr., accumulant 27,4 millions de dollars au box-office et reçu de façon mitigée par les critiques,,,. L'histoire raconte les événements après que l'équipe norvégienne ait découvert la Chose. En 2020, Universal et Blumhouse Productions annoncent le développement d'un remake du film de Carpenter, décrit comme incorporant des éléments de La Chose d'un autre monde et de The Thing, ainsi que du roman court La Chose et sa version étendue Frozen Hell.
Bien que produits à des années d'intervalle et indépendants en termes d'intrigue, de personnage, d'équipe ou même de studio, John Carpenter considère The Thing comme le premier volet de sa « trilogie de l'apocalypse », une série de films explorant l'horreur cosmique, des entités inconnues de l'homme menaçant la vie humaine et le sentiment d'identité. The Thing est suivi de Prince des ténèbres (Prince of Darkness, 1987) et de L'Antre de la folie (In the Mouth of Madness, 1994). Ces trois films sont fortement influencés par l'admiration de John Carpenter pour l'œuvre de H. P. Lovecraft,.